# Fosse no 9 - 9 bis des mines de Dourges
La fosse no 9 - 9 bis dite Declercq-Crombez de la Compagnie des mines de Dourges est un ancien charbonnage du bassin minier du Nord-Pas-de-Calais, situé à Oignies. Les puits nos 9 et 9 bis sont commencés en 1930, et la fosse commence à extraire quelques années plus tard, elle fait partie des dernières fosses mises en service avant la nationalisation. Des cités sont bâties à proximité de la fosse, et un terril conique no 110, 9 de Dourges, est édifié à l'ouest du carreau.
La Compagnie des mines de Dourges est nationalisée en 1946, et la fosse no 9 - 9 bis intègre avec la fosse no 8 - 8 bis le Groupe d'Oignies, tandis que les autres fosses de la compagnie, situées plus au sud, intègrent le Groupe d'Hénin-Liétard. Elle est utilisée à partir de la seconde partie des années 1950 pour préparer les travaux de la fosse no 10 située non loin à Dourges. À sa mise en service en 1961, la fosse no 9 - 9 bis assure principalement l'aérage et le service. Elle est modifiée en conséquence, et permet même, à partir de 1966, d'acheminer du matériel à la fosse no 2 creusée dans la même commune par la Compagnie des mines d'Ostricourt. Le personnel des autres fosses est progressivement muté à la fosse no 9 - 9 bis au fil des fermetures. La dernière gaillette du Nord-Pas-de-Calais remonte le 21 décembre 1990.
Menacé de destruction, le carreau de fosse est finalement conservé. Le 6 mai 1992, les bâtiments situés dans la partie nord du carreau sont inscrits aux monuments historiques. Moins de deux ans plus tard, le 10 février 1994, les bâtiments et les machines directement liés à l'extraction du charbon, dont les deux chevalements, sont classés aux monuments historiques. Enfin, le 30 juin 2012, le carreau de la fosse no 9 - 9 bis, le terril no 110, la cité-jardin Declercq, un dispensaire de la Société de Secours Minière, et la cité moderne des Bonniers, ont été inscrits sur la liste du patrimoine mondial de l'Unesco. En parallèle, un projet de reconversion tourné vers la musique est en cours d'établissement sur le carreau de fosse, qui est également le siège de la Mission Bassin minier. Le Métaphone est inauguré le 28 juin 2013.
Avec la fosse Arenberg à Wallers, la fosse Delloye à Lewarde, et la fosse no 11 - 19 à Loos-en-Gohelle, la fosse no 9 - 9 bis fait partie des quatre sites majeurs préservés dans le bassin minier.

## La fosse
En 1841, Louis-Georges Mulot, ingénieur d'Henriette de Clercq, riche propriétaire locale, découvre le charbon à Oignies dans le Pas-de-Calais. Une dizaine d'années plus tard, la Compagnie des mines de Dourges creuse sa première fosse, abandonnée à l'état d'avaleresse, puis commence l'année suivante, en 1854, sur le même site, sa seconde fosse.

### Fonçage

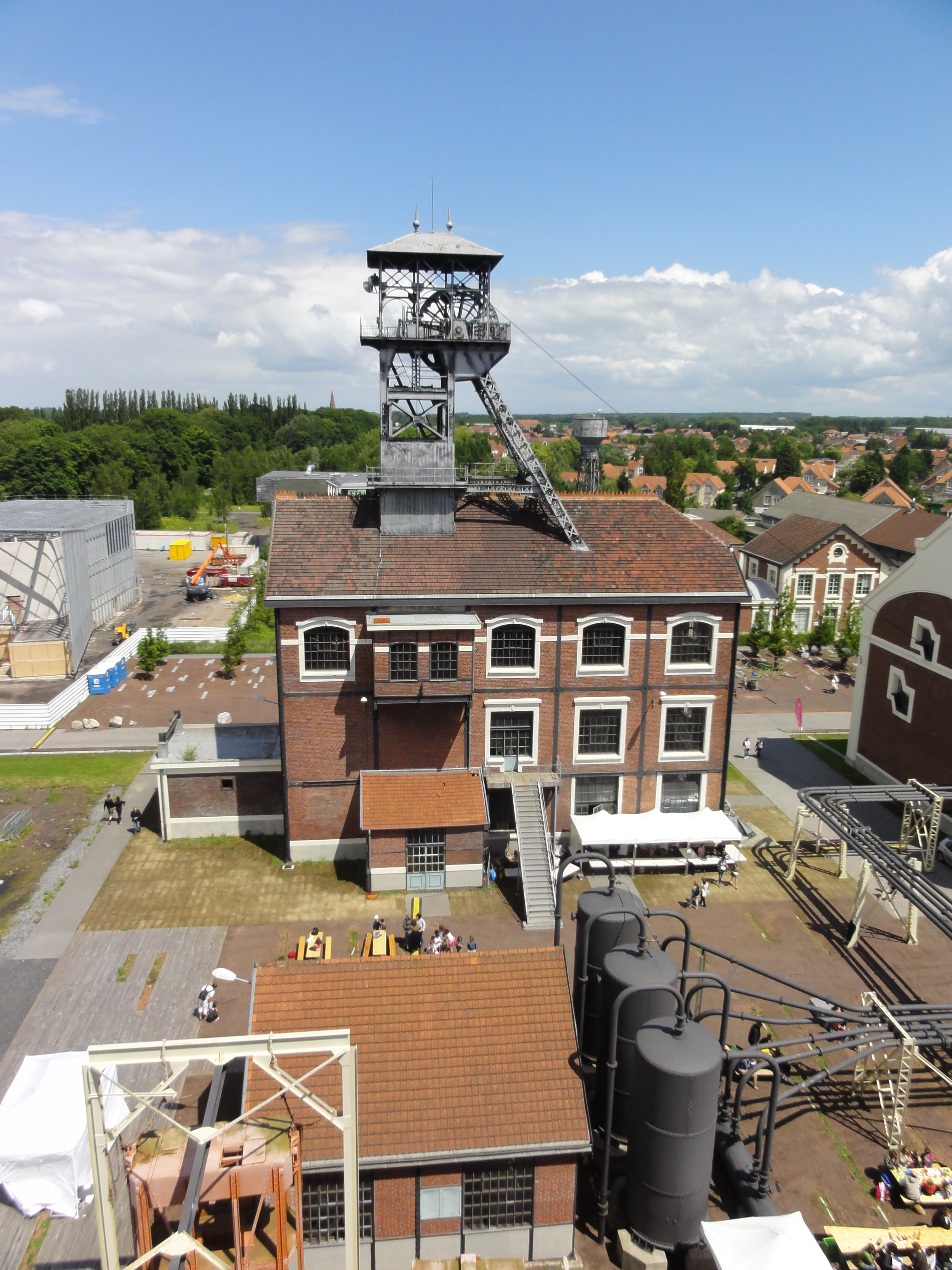
Le puits no 9 bis vu depuis le puits no 9.

La fosse no 9 - 9 bis est commencée à Oignies en 1930, soit onze ans après le début des travaux de la fosse no 8 - 8 bis. Le puits no 9 est commencé le 16 février, tandis que le puits no 9 bis est commencé, à soixante mètres au nord, le 1er août. La fosse est la plus septentrionale de la Compagnie des mines de Dourges.

### Exploitation
Le puits no 9 est réputé servir à l'aérage tandis que le puits no 9 bis assure l'aérage et l'extraction,. Les deux puits ont 5,10 mètres de diamètre. Les deux puits ont un cuvelage en briques en tête de puits.
La Compagnie des mines de Dourges est nationalisée en 1946, et la fosse no 9 - 9 bis intègre le Groupe d'Oignies, comme la fosse no 8 - 8 bis, tandis que les autres fosses de la compagnie font partie du Groupe d'Hénin-Liétard. La fosse no 9 - 9 bis commence à préparer les travaux du fonçage de la fosse no 10 à Dourges, sise à 1 065 mètres au sud-ouest, dès 1957. Elle cesse alors d'extraire lorsque la fosse no 10 est mise en service, en 1961, mais elle est modernisée pour le service et l'aérage. Le puits no 9 est équipé pour remonter les berlines de 3 000 litres et le puits no 9 bis est approfondi à 531 mètres en 1963. Une bowette est entreprise entre les fosses nos 9 - 9 bis et 2, également située à Oignies, à 1 490 mètres au nord-nord-ouest. Celle-ci permet à la fosse no 9 - 9 bis d'assurer l'approvisionnement en matériel de la fosse no 2 à partir de 1966. Le puits no 9 atteint la profondeur de 780 mètres en 1970. Les personnels des fosses des alentours sont progressivement mutés à la fosse no 9 - 9 bis à la suite de la fermetures ou de l'arrêt de l'extraction de celles-ci.
La fosse no 9 - 9 bis remonte la dernière gaillette de la taille « Michelle 224 » le 21 décembre 1990. Elle est alors la dernière à fermer dans le bassin minier, avec la fosse no 8 - 8 bis et la fosse no 10 qui font partie de la même concentration.
La fosse est définitivement arrêtée en juin 1991 après avoir servi au démantèlement des travaux du fond. Les puits sont alors comblés : le puits no 9 compte huit accrochages et est profond de 828 mètres, tandis que le puits no 9 bis a six accrochages et est profond de 578 mètres. En 1991, le puits no 9 est remblayé avec des schistes de l'orifice jusqu'à la profondeur de 30 mètres, avec des cendres de trente à 120 mètres puis avec des schistes de 120 mètres au fond avec interposition de bouchon autofrottant au-dessus des recettes 809, 659, 560 et 485 mètres et de bouchons ancrés à 410, 335, 260 et 185 mètres. En 1993, une dalle de fermeture est réalisée à 14,70 mètres de profondeur, et en surface, l'accès direct au puits est condamné. Le puits no 9 bis est également remblayé en 1991 avec des schistes de l'orifice jusqu'à trente mètres, avec des cendres de trente à 120 mètres puis en schistes de 120 mètres au fond avec interposition de bouchon autofrottant au fond à 578 mètres et au-dessus des recettes de 560 et 485 mètres et de bouchons ancrés à 410, 335, 260 et 185 mètres. En 1993, une dalle de fermeture est réalisée à sept mètres de profondeur, l'accès direct au puits est condamné en surface. Les deux puits possèdent chacun un évent de décompression.
Dans les deux cas, le premier accrochage est à la profondeur de 185 mètres. En 2011, les puits sont réputés être ennoyés à 500 mètres NGF.

### Mesures de protection

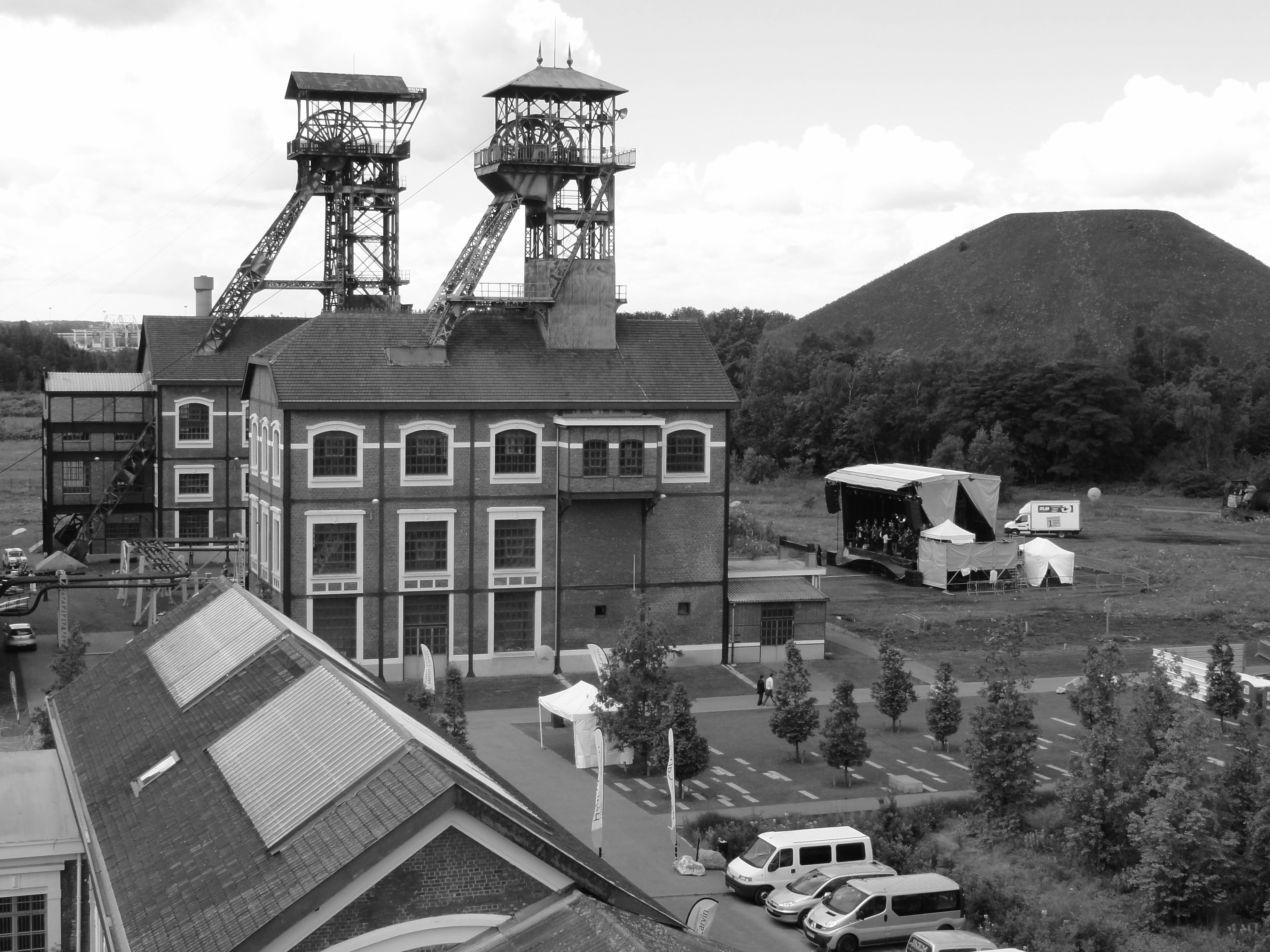
Les chevalements et le terril, en 2012, vus depuis le château d'eau.

L'arrêté du 6 mai 1992 inscrit aux monuments historiques l'ensemble de bâtiments situé à droite de l'entrée du carreau : les bâtiments administratifs (c'est-à-dire les bureaux), les bains-douches dans leur partie d'origine, les ateliers de réparation, l'ancienne chaufferie, le château d'eau, les anciens garages et magasins, et la salle de paye.
L'arrêté du 10 février 1994 classe aux monuments historiques l'ensemble des bâtiments et machines liés directement à l'extraction du charbon comprenant : les deux puits avec leur chevalement et leur bâtiment de recette ainsi que les dispositifs liés à l'extraction ; les bâtiments des machines et leurs installations techniques, à savoir les machines (les deux machines à tambour bicylindroconique, le groupe moteur, les quatre compresseurs, les deux ventilateurs) et tous les dispositifs liés au fonctionnement de ces machines ainsi que les équipements électriques connexes (le réfrigérant, les réservoirs d'air comprimé, l'ancien bâtiment du treuil de secours), ainsi que le sol et le sous-sol s'inscrivant dans un quadrilatère encadrant les bâtiments ci-dessus désignés.
Enfin, le carreau de la fosse no 9 - 9 bis fait partie des 353 éléments répartis sur 109 sites qui ont été inscrits le 30 juin 2012 sur la liste du patrimoine mondial de l'Unesco. Il constitue une partie du site no 42. Le festival Les Rutilants, qui s'est déroulé le lendemain, le 1er juillet, a été l'occasion de fêter officieusement l'inscription du bassin minier sur la liste du patrimoine mondial de l'Unesco.

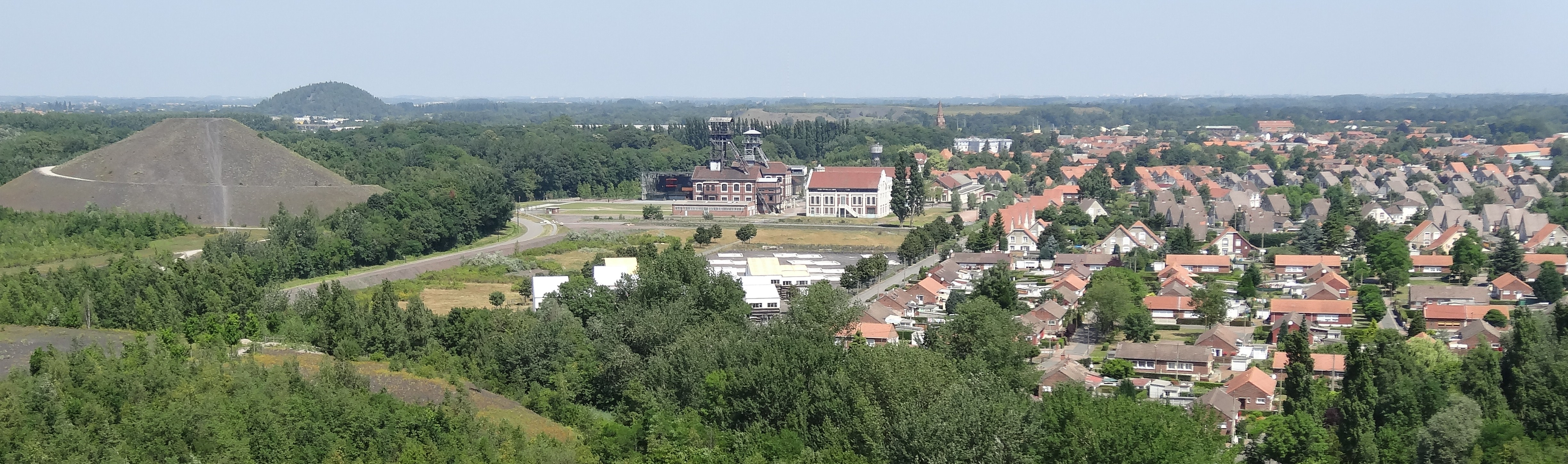
La fosse, son terril et ses cités.

### Reconversion

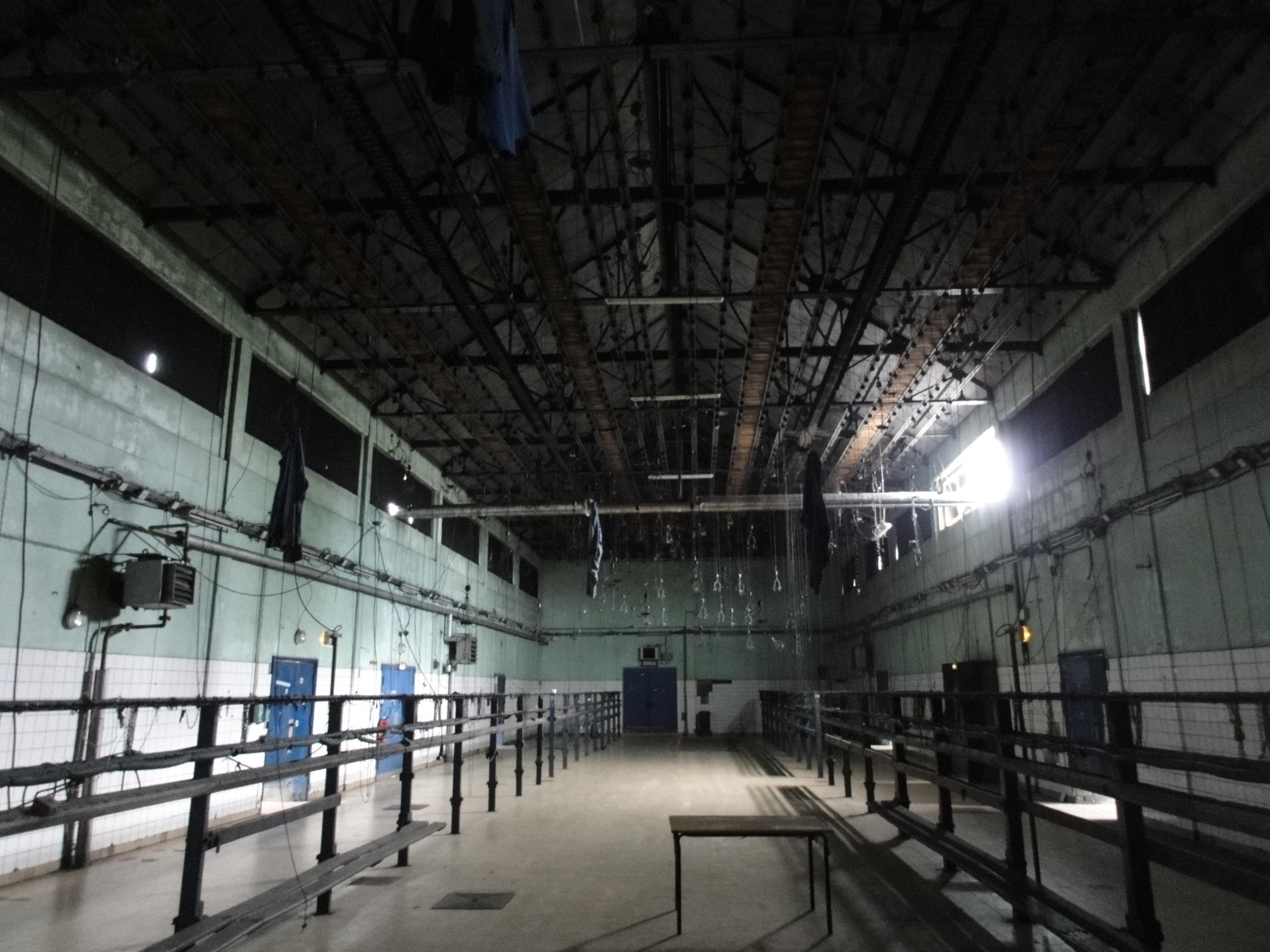
Les bains-douches seront reconvertis en une petite salle de concert.

La Communauté d'agglomération d'Hénin-Carvin qui gère le site a poussé au réaménagement et à une reconversion de celui-ci. L'ensemble des bâtiments a été rénové et un parc aménagé, incluant le terril et l'ancien parc à bois de la mine, sur environ trente hectares.
Un syndicat mixte regroupant la Communauté d'agglomération d'Hénin-Carvin et celle de Lens-Liévin a lancé un projet d'aménagement du site. Les architectes grenoblois Isabel Hérault et Yves Arnod de l'agence Hérault Arnod Architectes ont remporté le concours pour les aménagements et la reconversion du site. Plusieurs bâtiments et maisons seront construits autour des bâtiments historiques. La reconversion est centrée autour de la musique. Une salle de musique, appelée le Métaphone, servira à la fois de salle de concert et d'instrument urbain de musique. La salle ouvre ainsi sur un auvent en forme de porte-voix équipé sur ses parois de ce que ses concepteurs nomment une « peau sonore ». Il s'agit de trente-deux instruments expérimentaux constitués de panneaux de différentes matières aux propriétés acoustiques leur permettant de produire des sons par résonance (mécanique ou électro-acoustique).

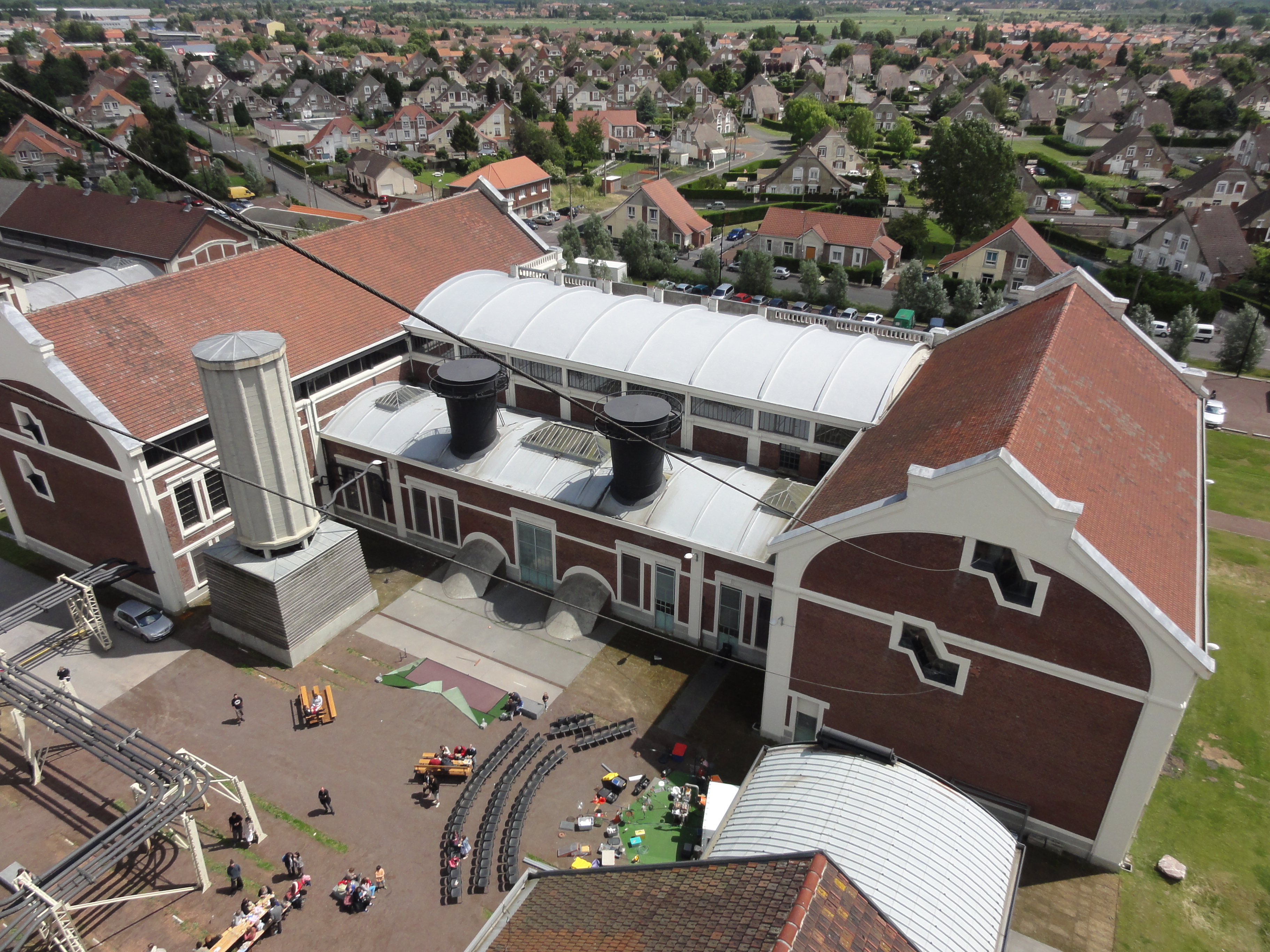
Les salles des machines vues depuis le sommet du chevalement du puits no 9.

L'ensemble de la façade musicale a été conçu par le musicien et compositeur Louis Dandrel, l'inventeur Luc Moreau et le luthier Sylvain Ravasse. Un café-musique sera installé dans la salle des socles, et une salle des fêtes dans la halle des enrouleurs. La « salle des pendus », la salle où les mineurs suspendaient leurs vêtements, comportera quant à elle une scène et des espaces de répétitions, l'ensemble de ces aménagements devant respecter l'aspect et la structure des bâtiments.
Sur le site de la fosse no 9 - 9 bis se greffera un volet économique. « Nous souhaitons recréer un morceau de ville », souligne M. Briand. Une zone tertiaire se développera sur l'emprise du carreau de la fosse, une autre zone est prévue au Maraîcher, entre le 9 - 9 bis et la plate-forme multimodale Delta 3.
La communauté d'agglomération souhaite également pouvoir drainer un tourisme d'affaires sur le site avec un hôtel et un restaurant qui seront logés dans l'ancienne salle des machines. Des salles de séminaires seront installées dans la chaufferie à l'image de ce qui s'est fait au parc paysager de Duisbourg Nord en Allemagne. Le site se trouve à une vingtaine de kilomètres au sud de Lille et contigu à la plateforme multimodale Delta 3.
Le carreau de Oignies a servi de décors à plusieurs films dont Le Promeneur du Champ-de-Mars et Germinal (bien que la majeure partie des scènes de ce dernier aient été tournées à la fosse Arenberg de Wallers).
Trois autres grands carreaux de fosse ont été préservés dans le Nord-Pas-de-Calais : la fosse Arenberg des mines d'Anzin à Wallers, la fosse Delloye des mines d'Aniche à Lewarde et la fosse no 11 - 19 des mines de Lens à Loos-en-Gohelle.
Les bureaux de la fosse sont occupés par la Mission Bassin minier.

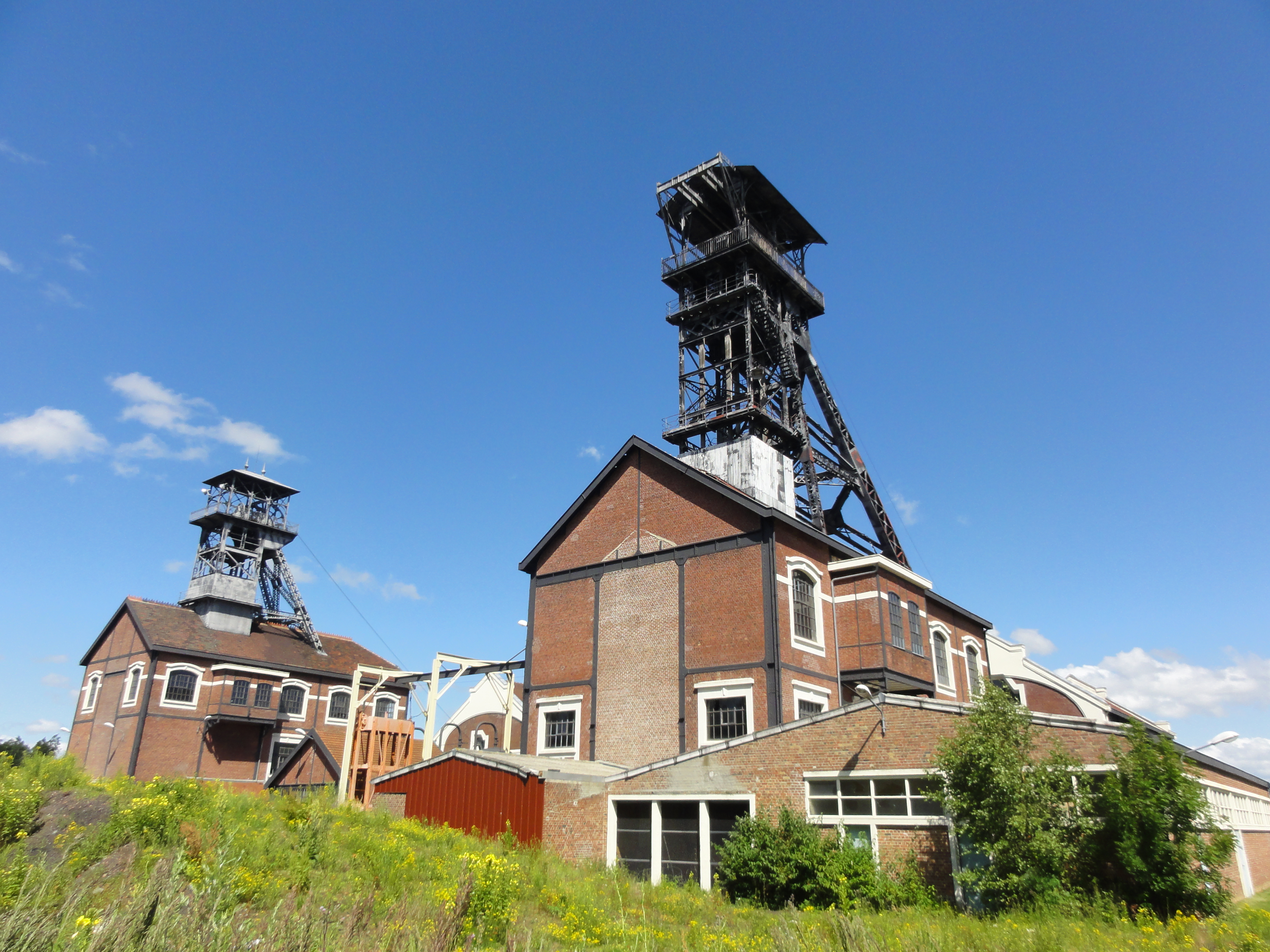
Le puits no 9 bis et le puits no 9.
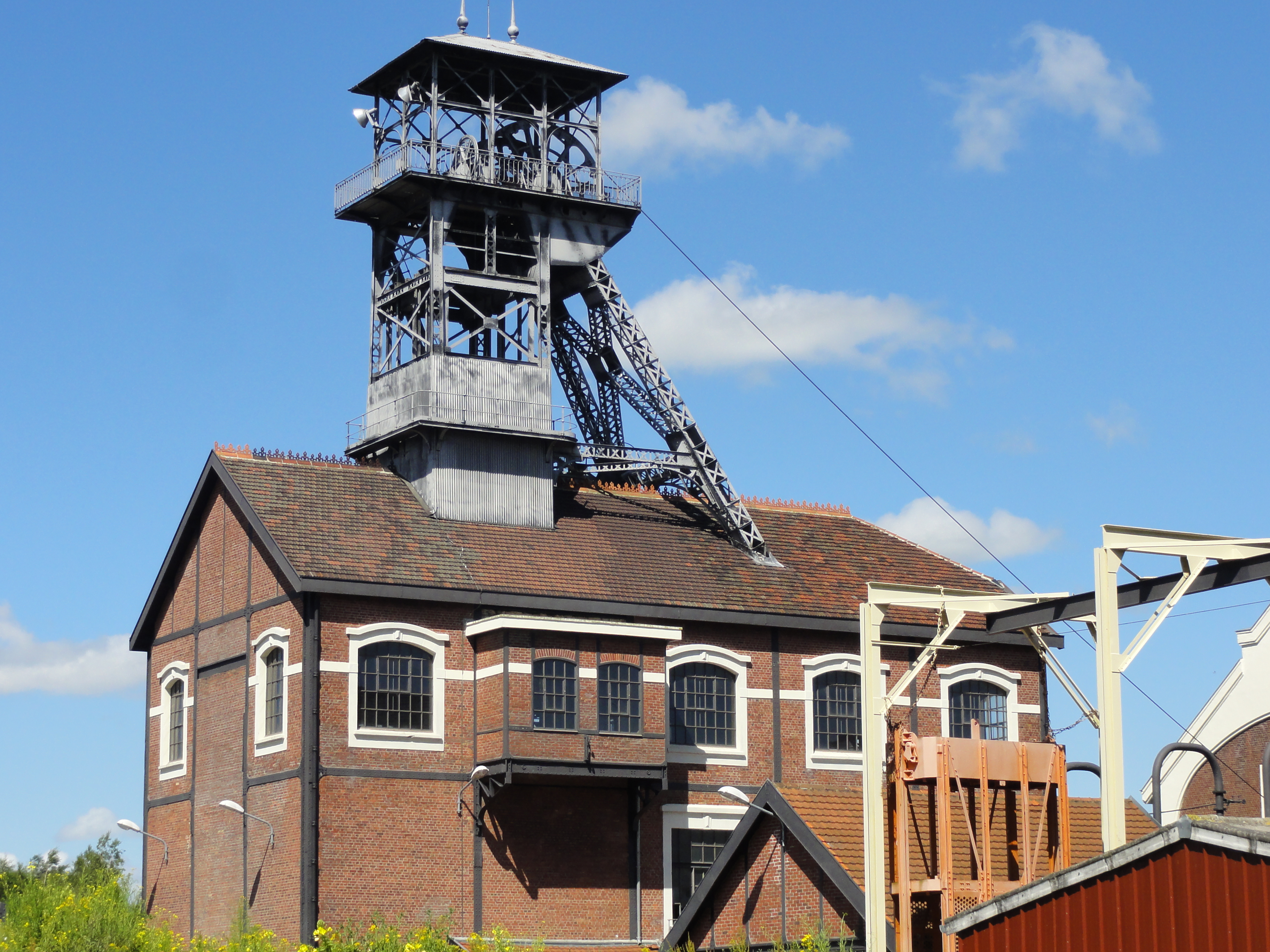
Le puits no 9 bis.
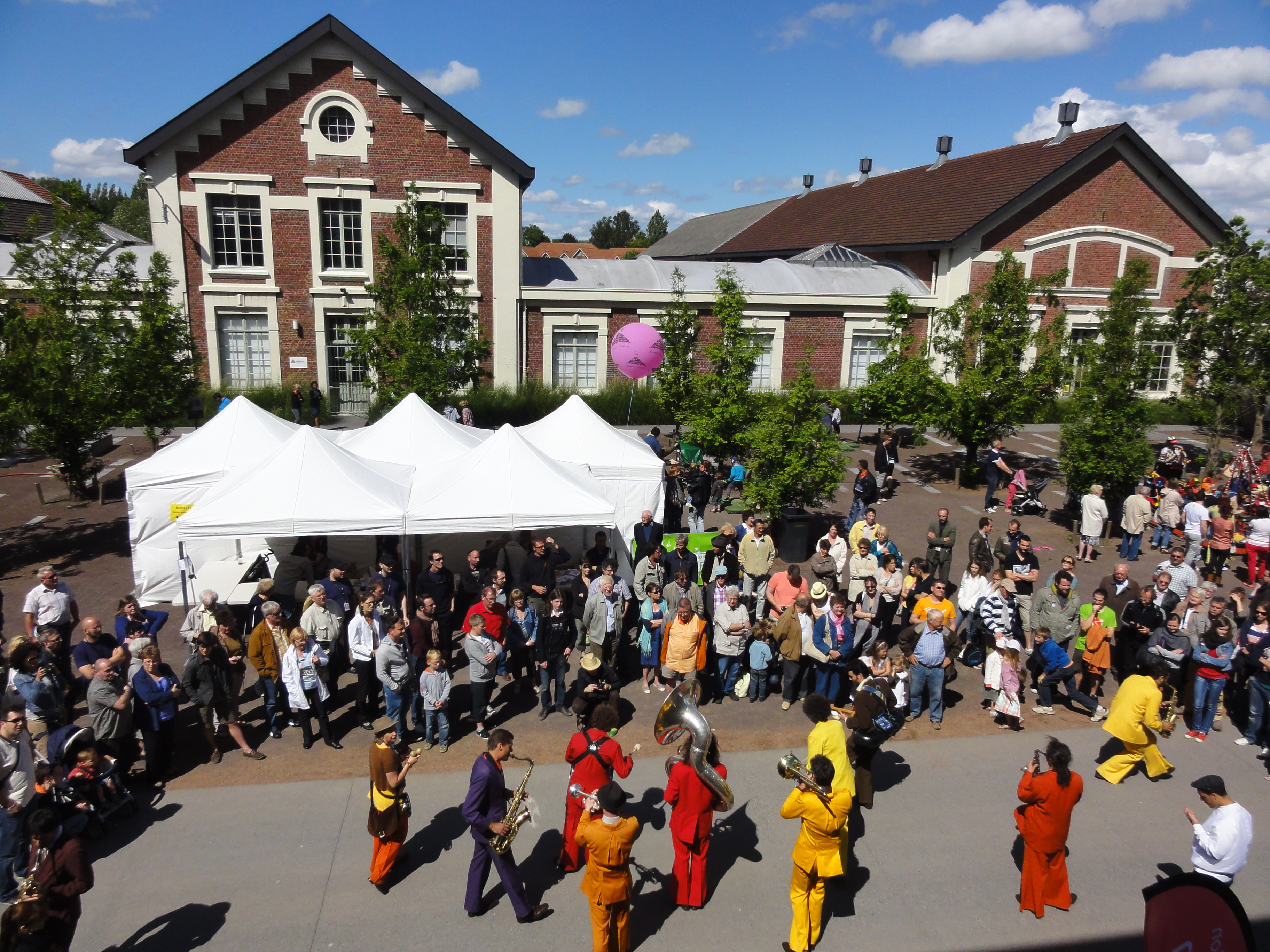
Les bureaux et les bains-douches.
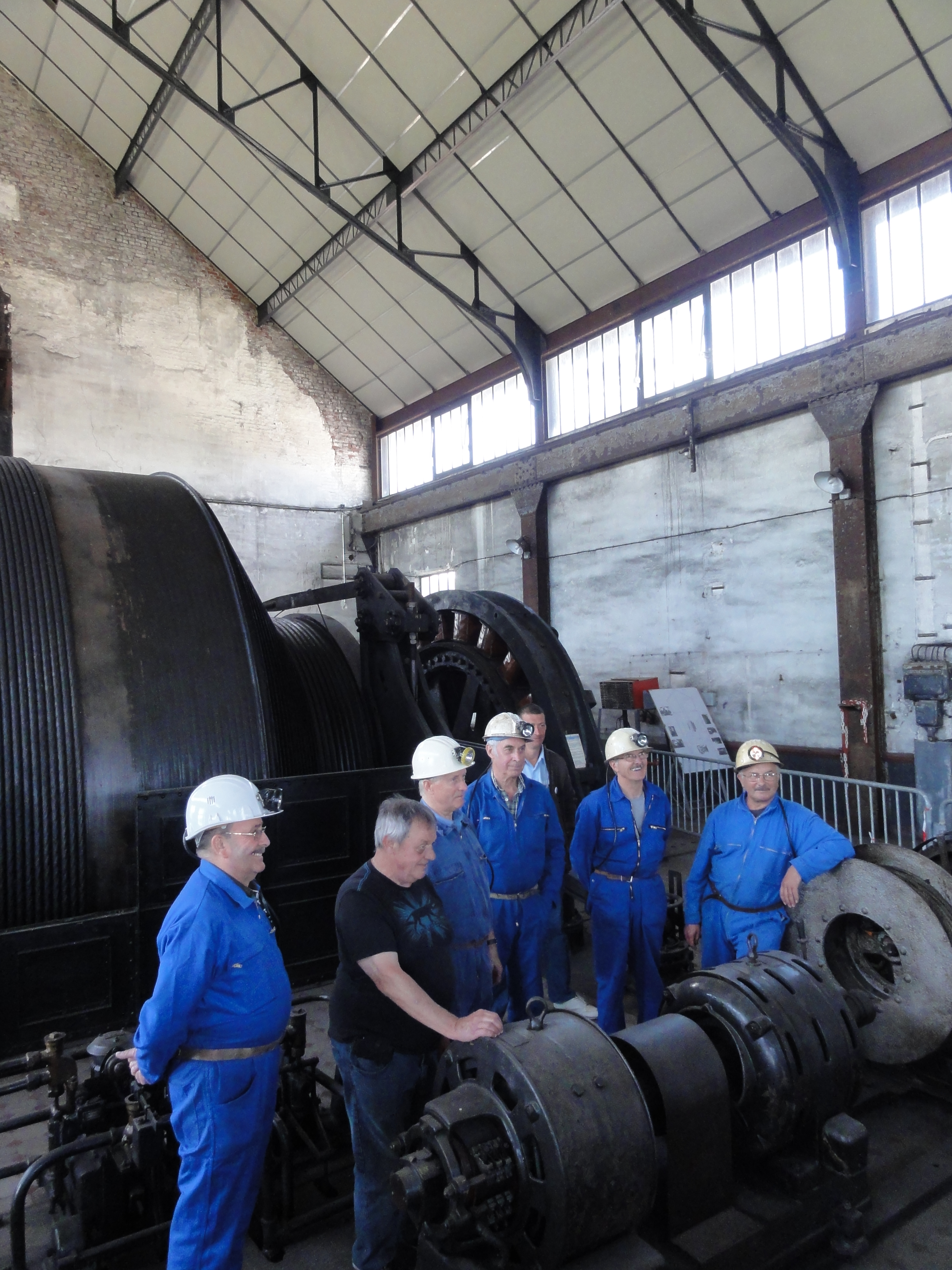
Un groupe d'anciens mineurs devant les machines.
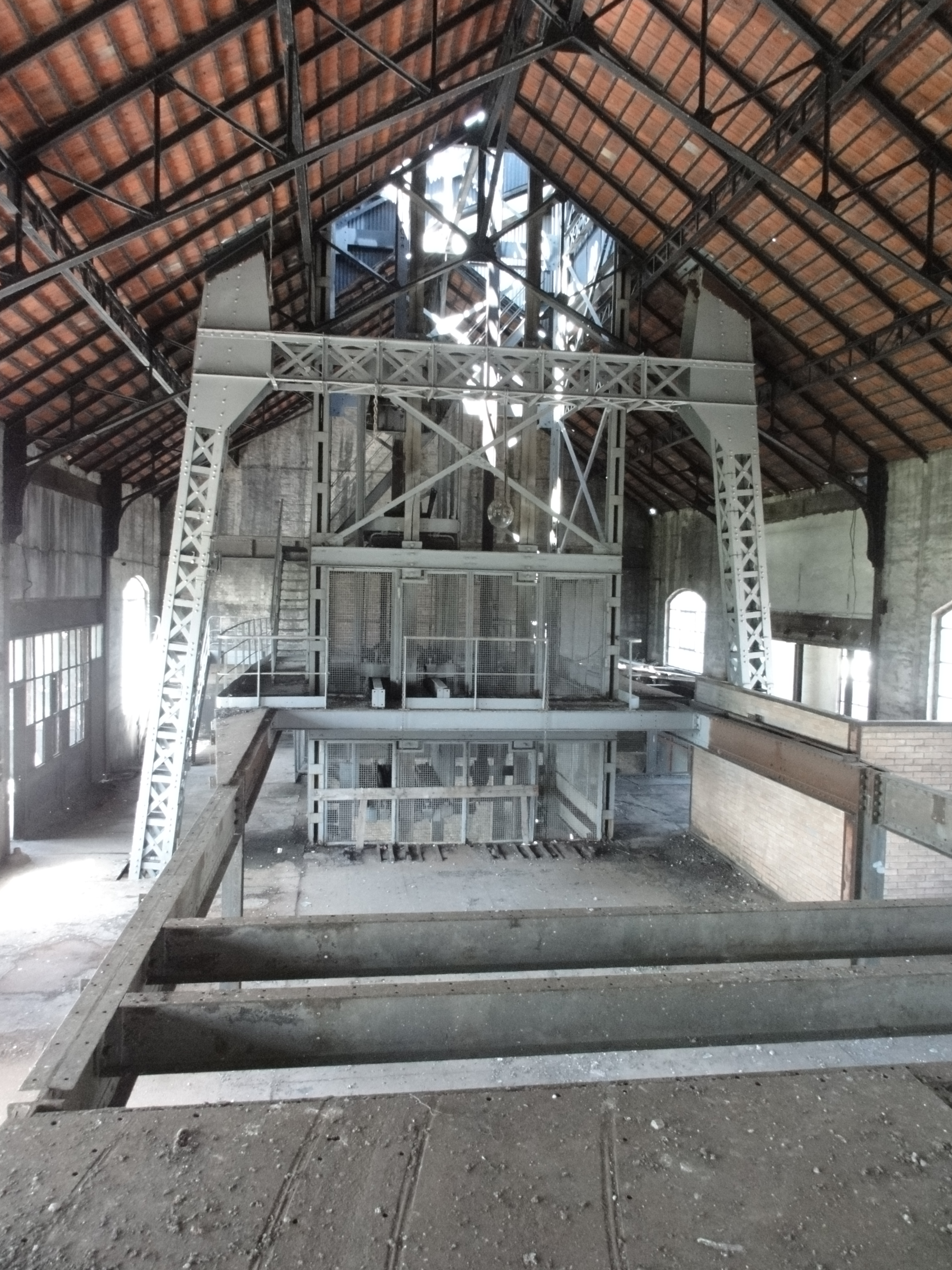
Le chevalement du puits no 9 sous la toiture.
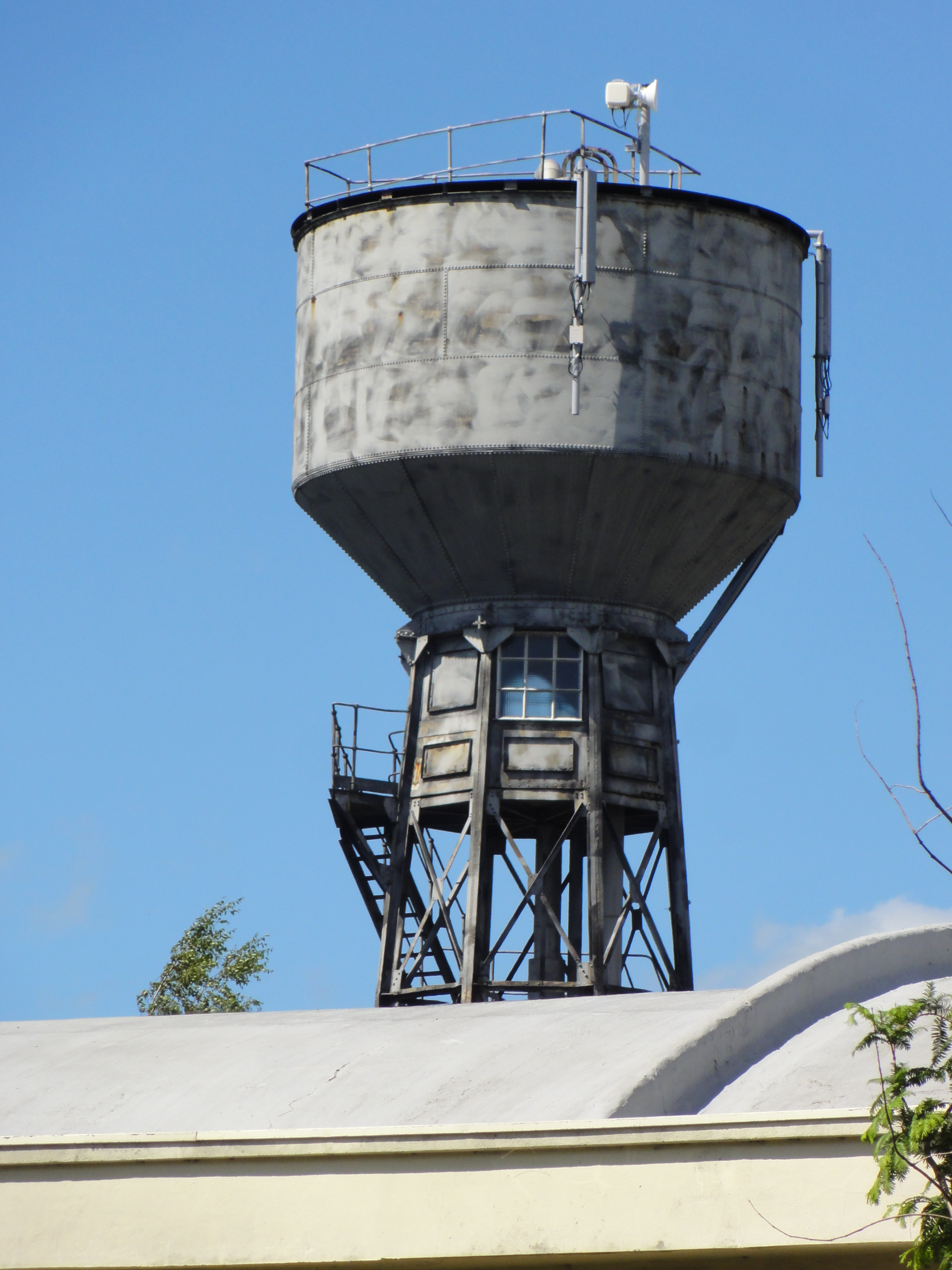
Le château d'eau.

## Le terril

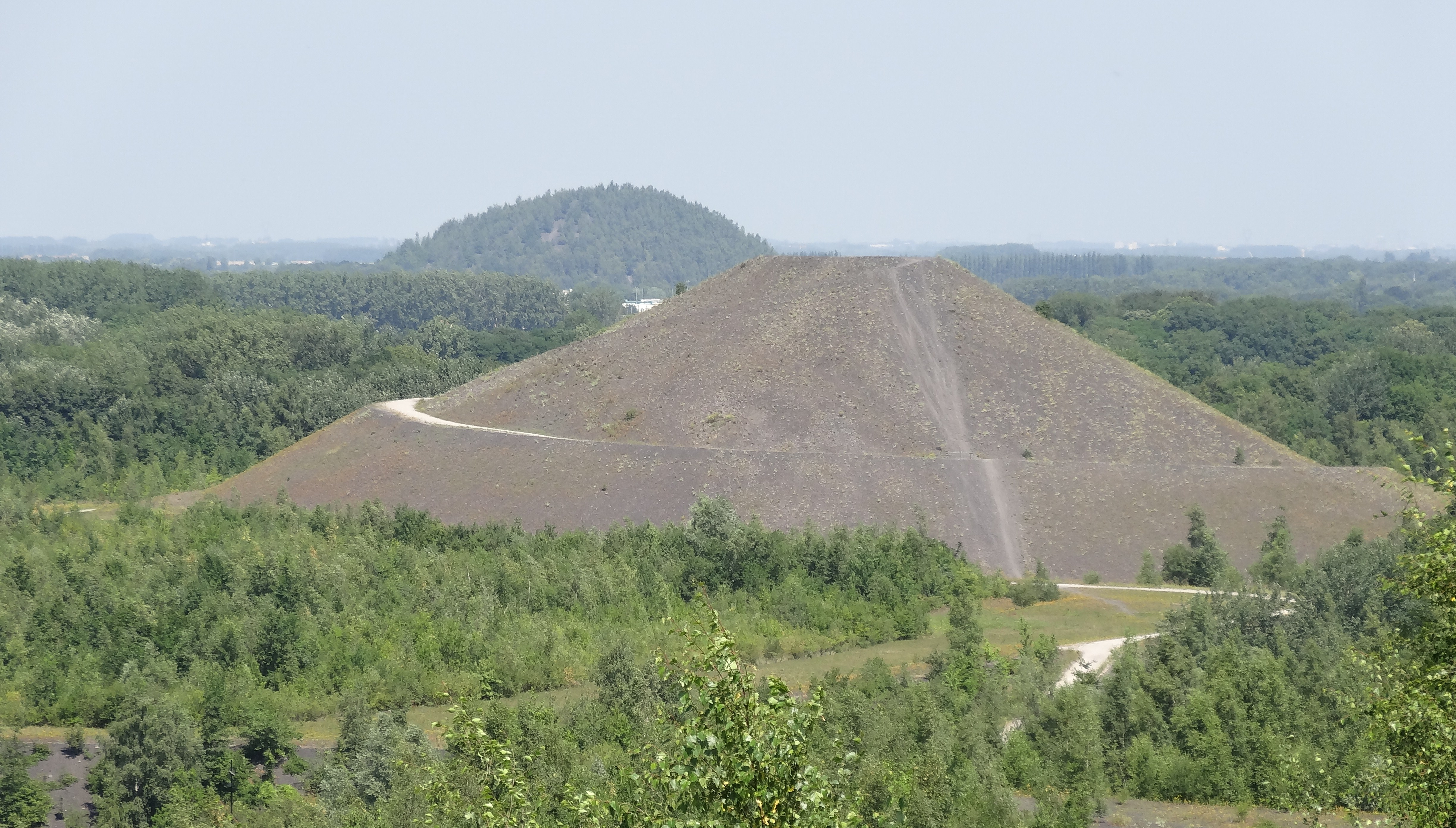
Le terril no 110.

50° 27′ 37″ N, 2° 59′ 04″ E
Le terril no 110, 9 de Dourges, situé à Oignies, est le terril conique de la fosse no 9 - 9 bis des mines de Dourges. C'est un terril conique, haut de 56 mètres, s'étendant sur 3,5 hectares et d'un volume de 650 000 m3. Il a été partiellement exploité,.
Le terril no 110 fait partie des 353 éléments répartis sur 109 sites qui ont été inscrits le 30 juin 2012 sur la liste du patrimoine mondial de l'Unesco. Il constitue une petite partie du site no 42.

## Les cités
Quatre vastes cités ont été établies à l'est de la fosse, à Oignies. La cité-jardin Declercq, un dispensaire de la Société de Secours Minière, et la cité moderne des Bonniers font partie des 353 éléments répartis sur 109 sites qui ont été inscrits le 30 juin 2012 sur la liste du patrimoine mondial de l'Unesco. Ils constituent une petite partie du site no 42.

### Cité Declercq
La cité Declercq, à ne pas confondre avec celle d'Hénin-Beaumont, est tout d'abord construite avec des modèles très variés d'habitations par la Cie de Dourges à partir de 1933, à proximité immédiate de la fosse. Elle est étendue vers le sud dans les années 1960 par la construction d'habitations groupées par deux et de plain-pied par le Groupe d'Oignies. La cité possède un dispensaire de la Société de Secours Minière.

La cité Declercq et son dispensaire
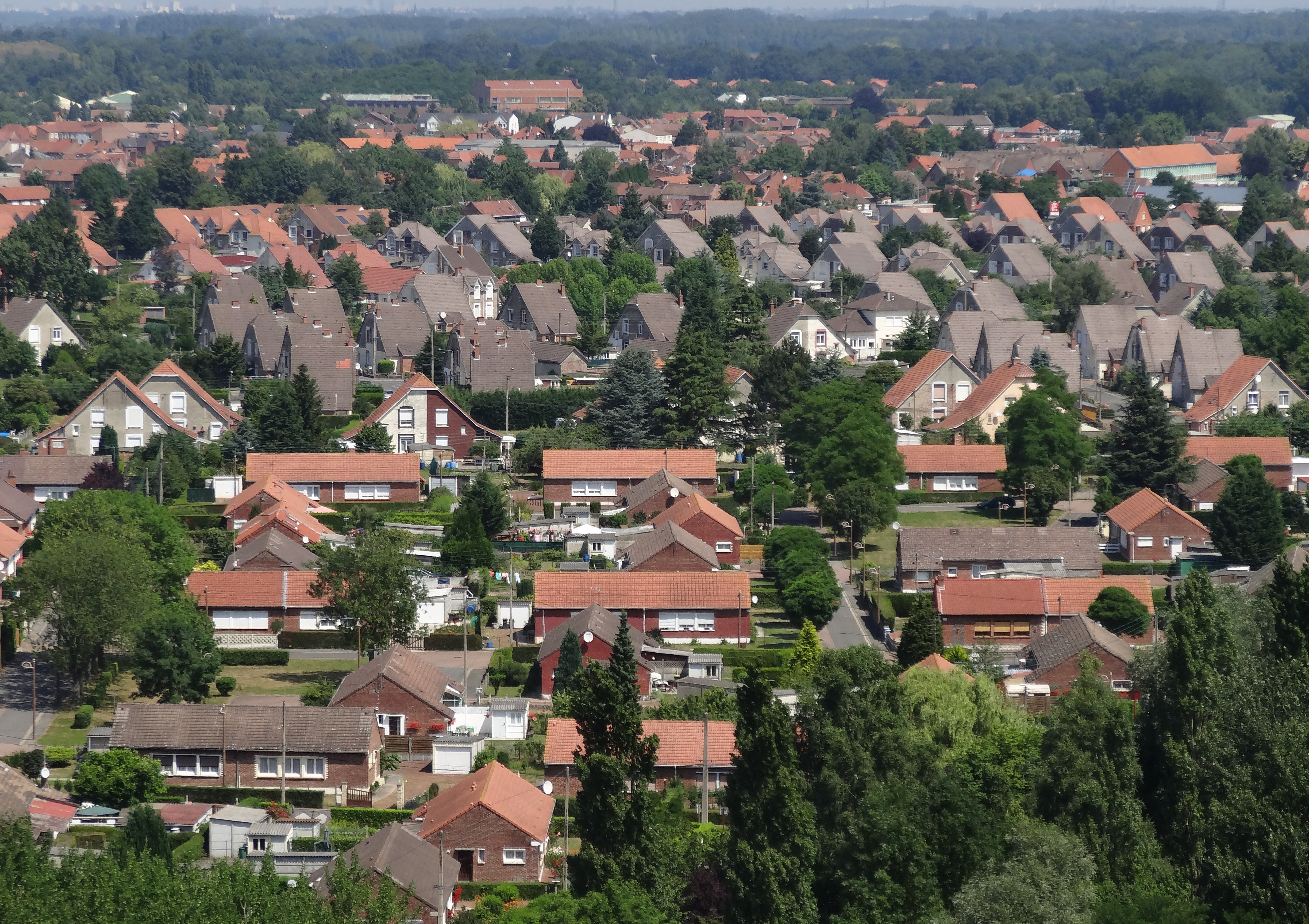
La cité vue depuis les terrils nos 116 et 117.
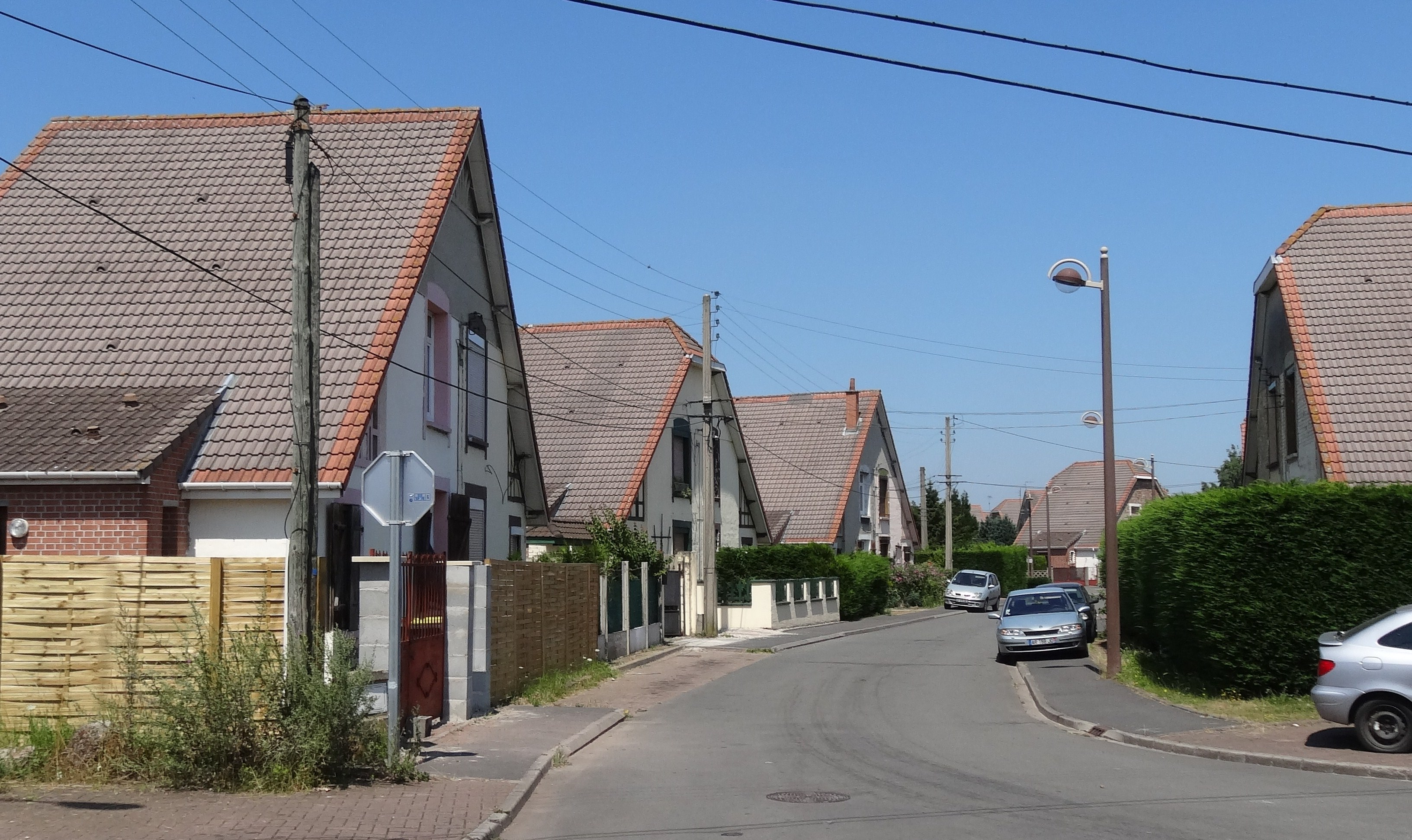
Une rue typique de la cité.
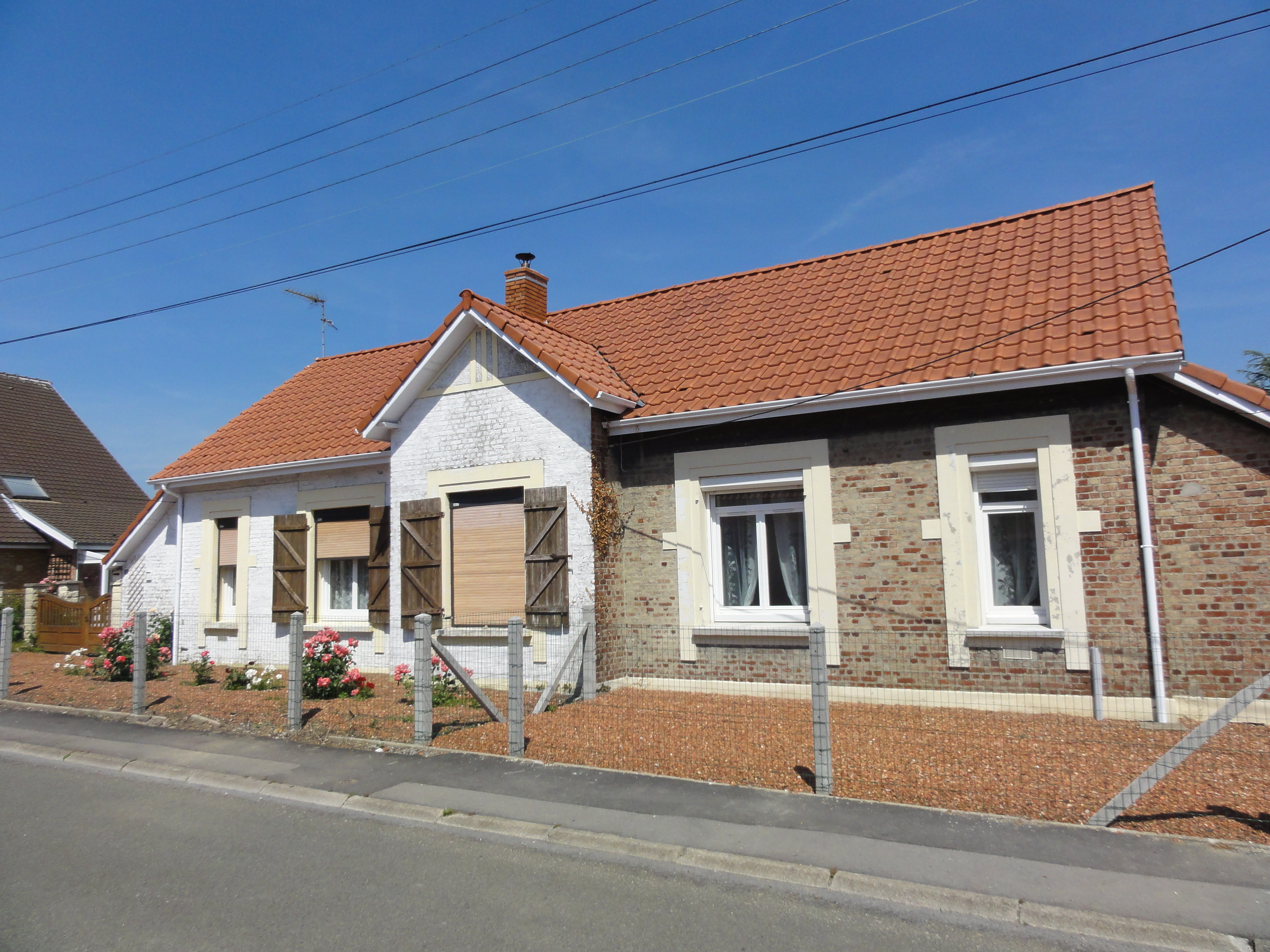
Une habitation de plain-pied.
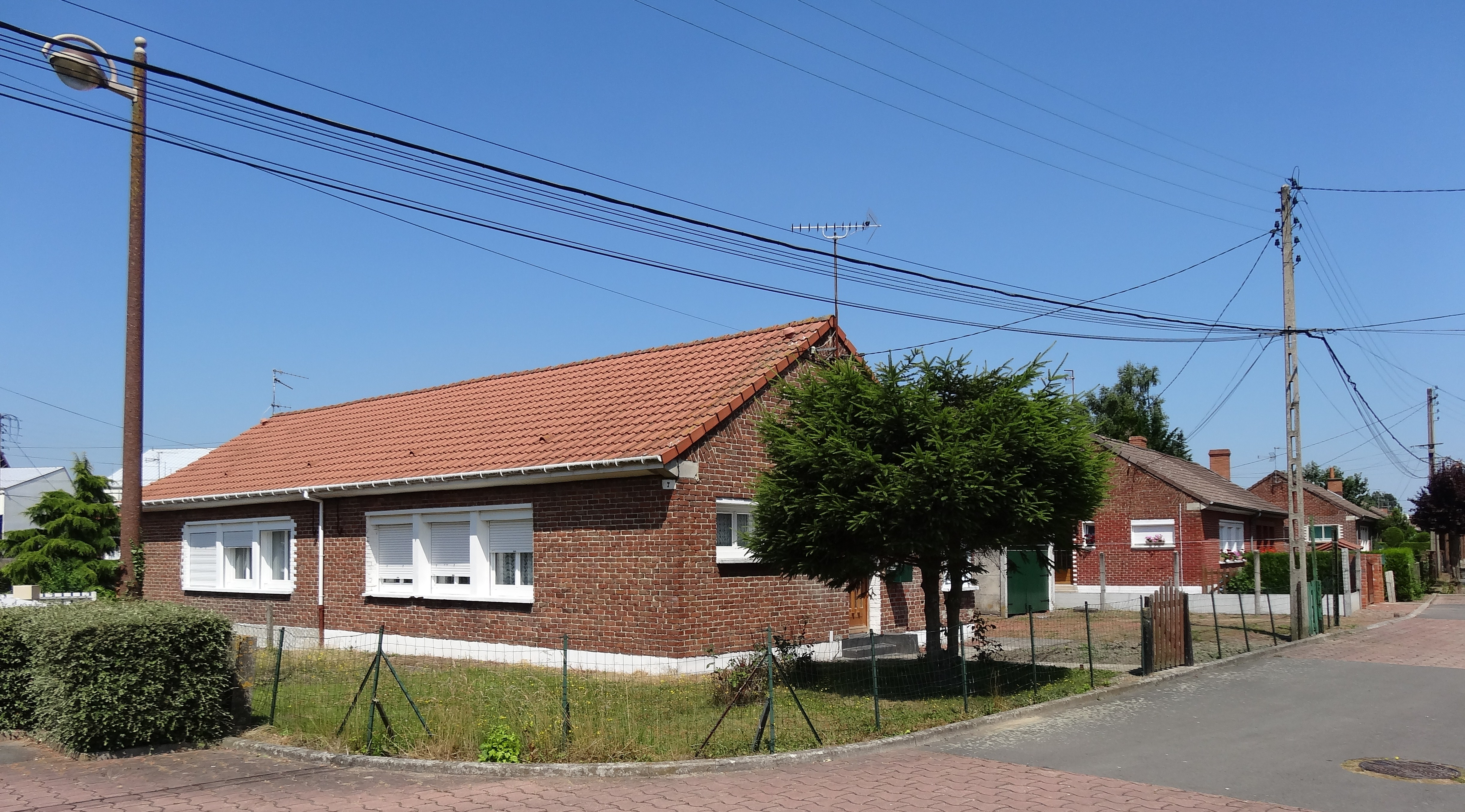
Les habitations modernes, toutes bâties de plain-pied.
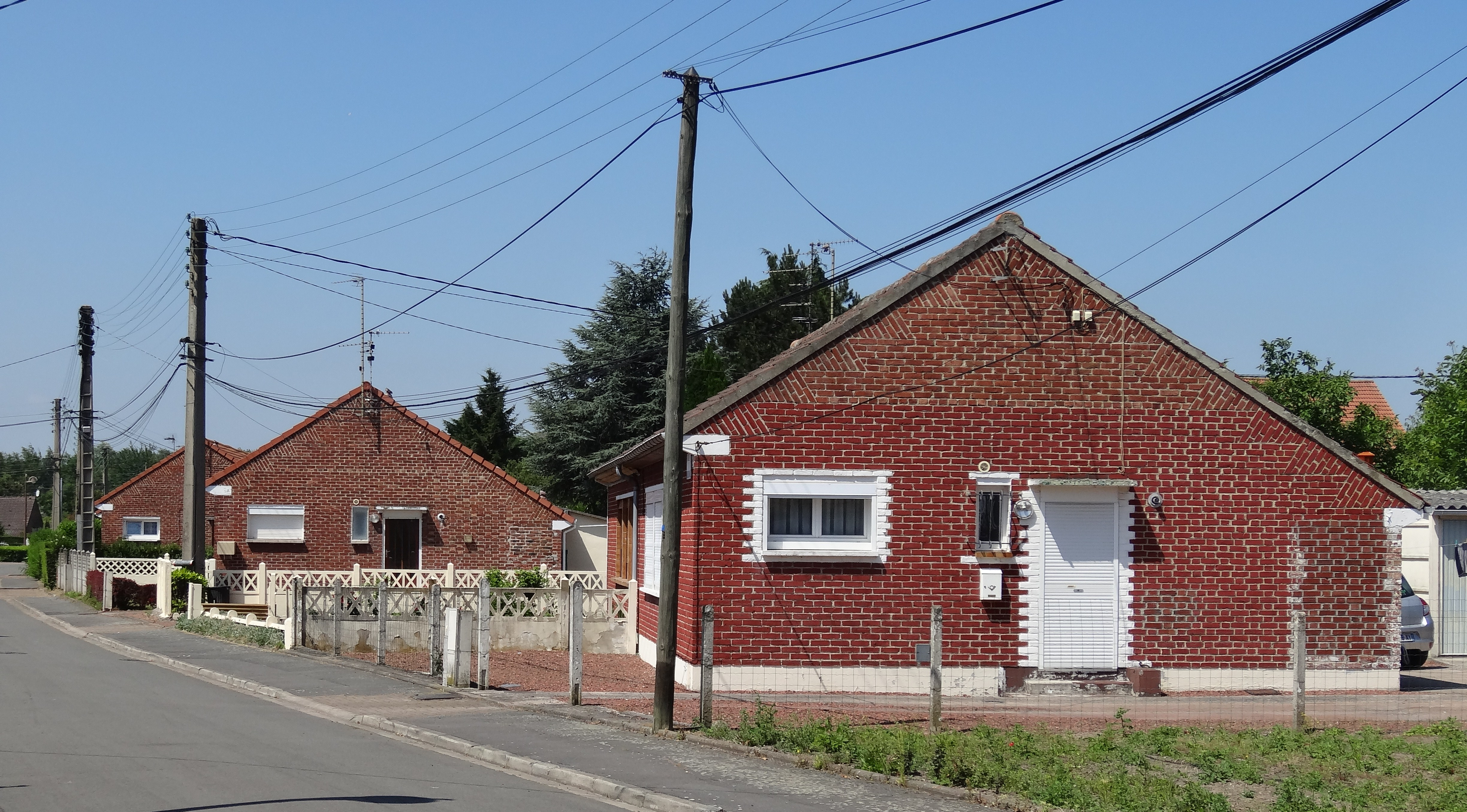
Les habitations modernes.
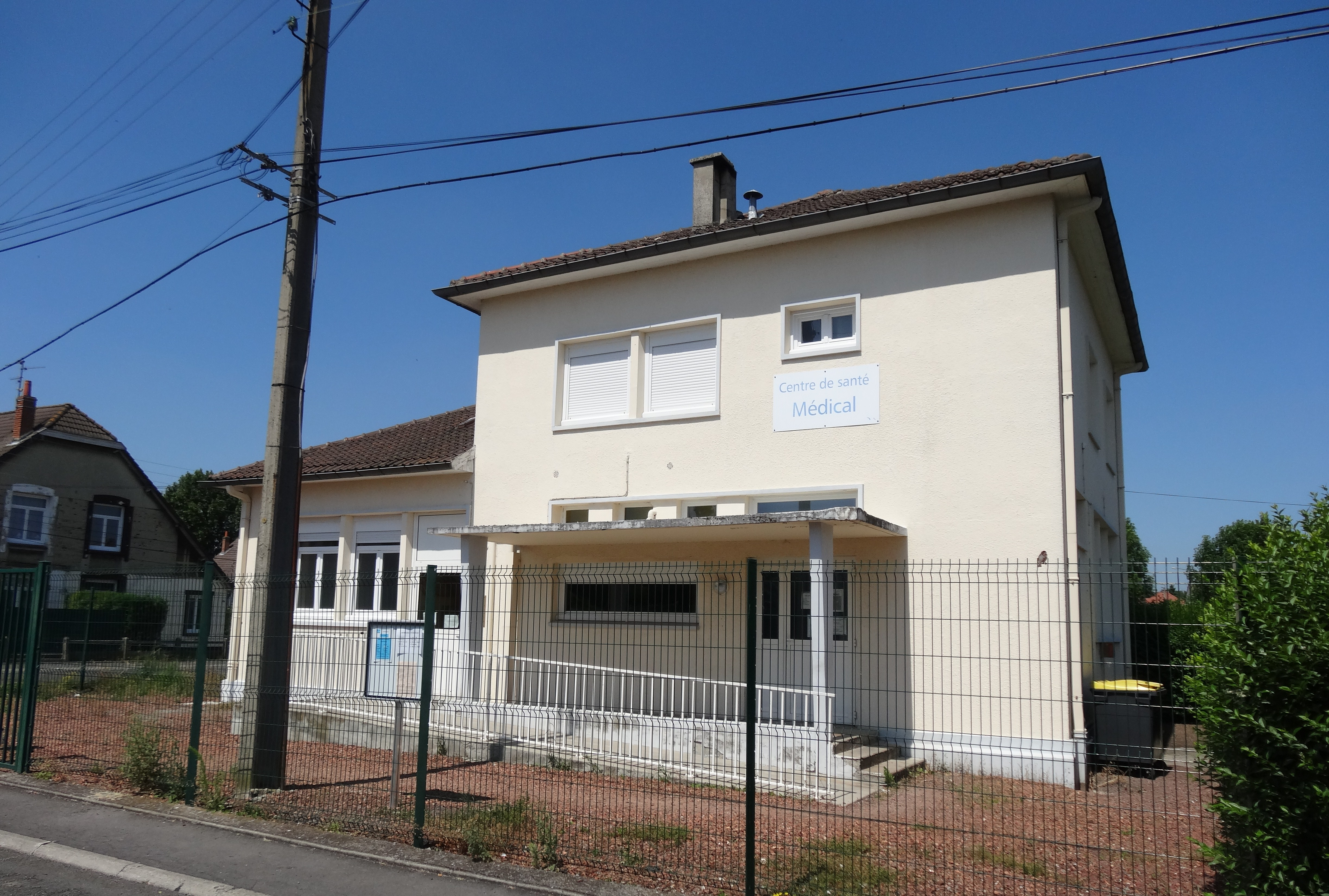
Le dispensaire.

### Cité des Bonniers
La cité des Bonniers est une petite cité contiguë à la cité Declercq et construite après la nationalisation. Toutes ses habitations sont groupées par deux et construites de plain-pied.

La cité des Bonniers
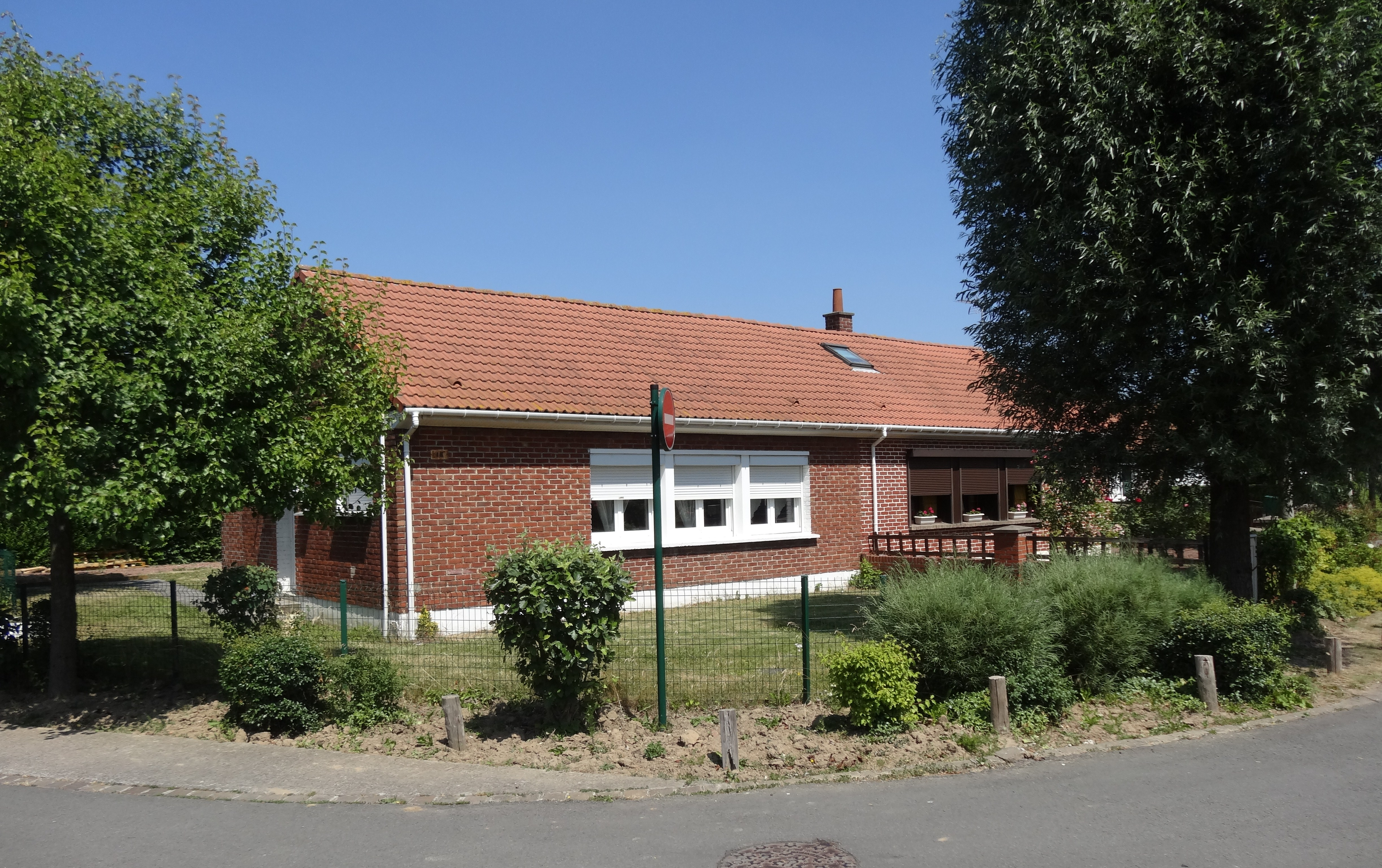
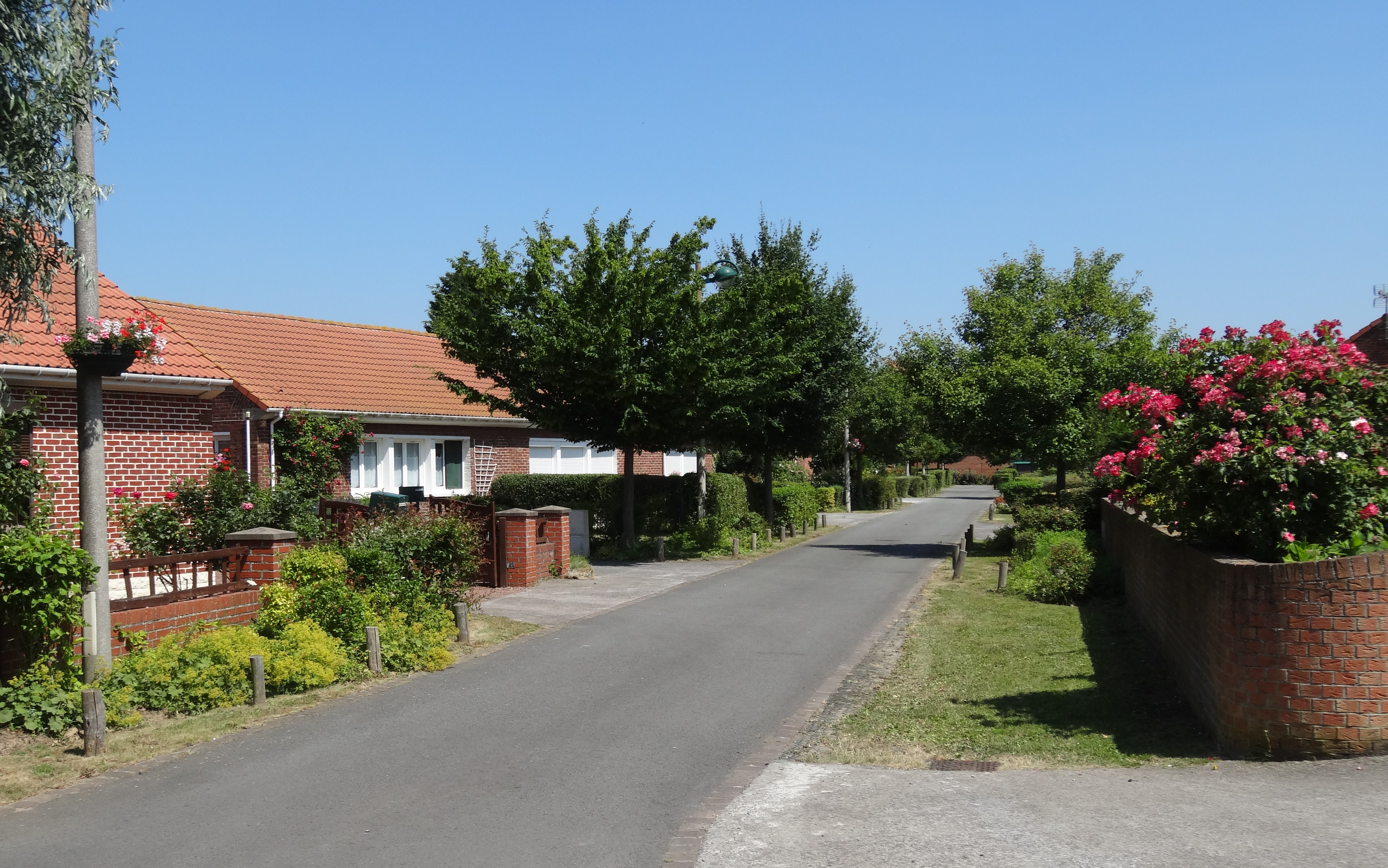
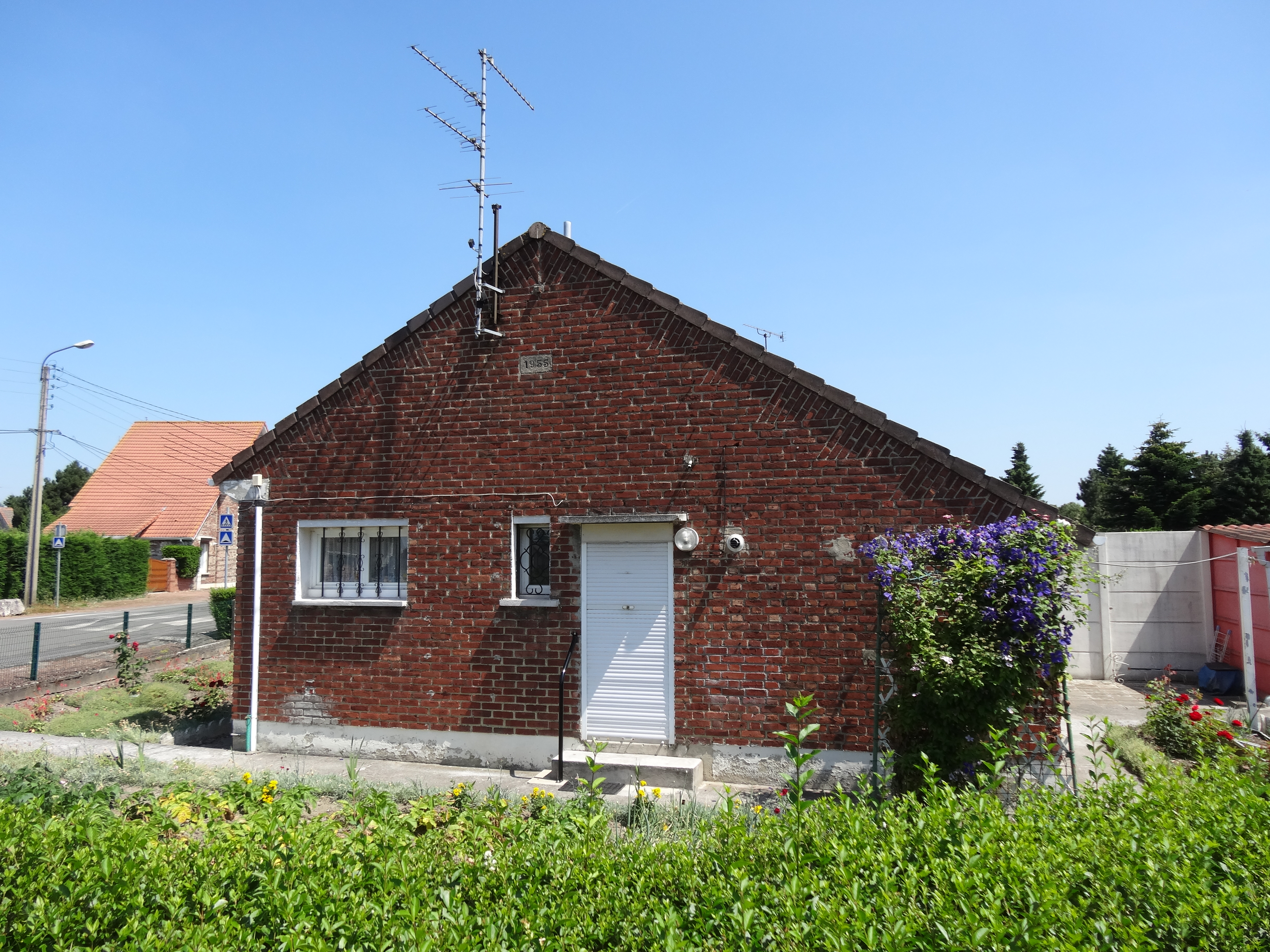
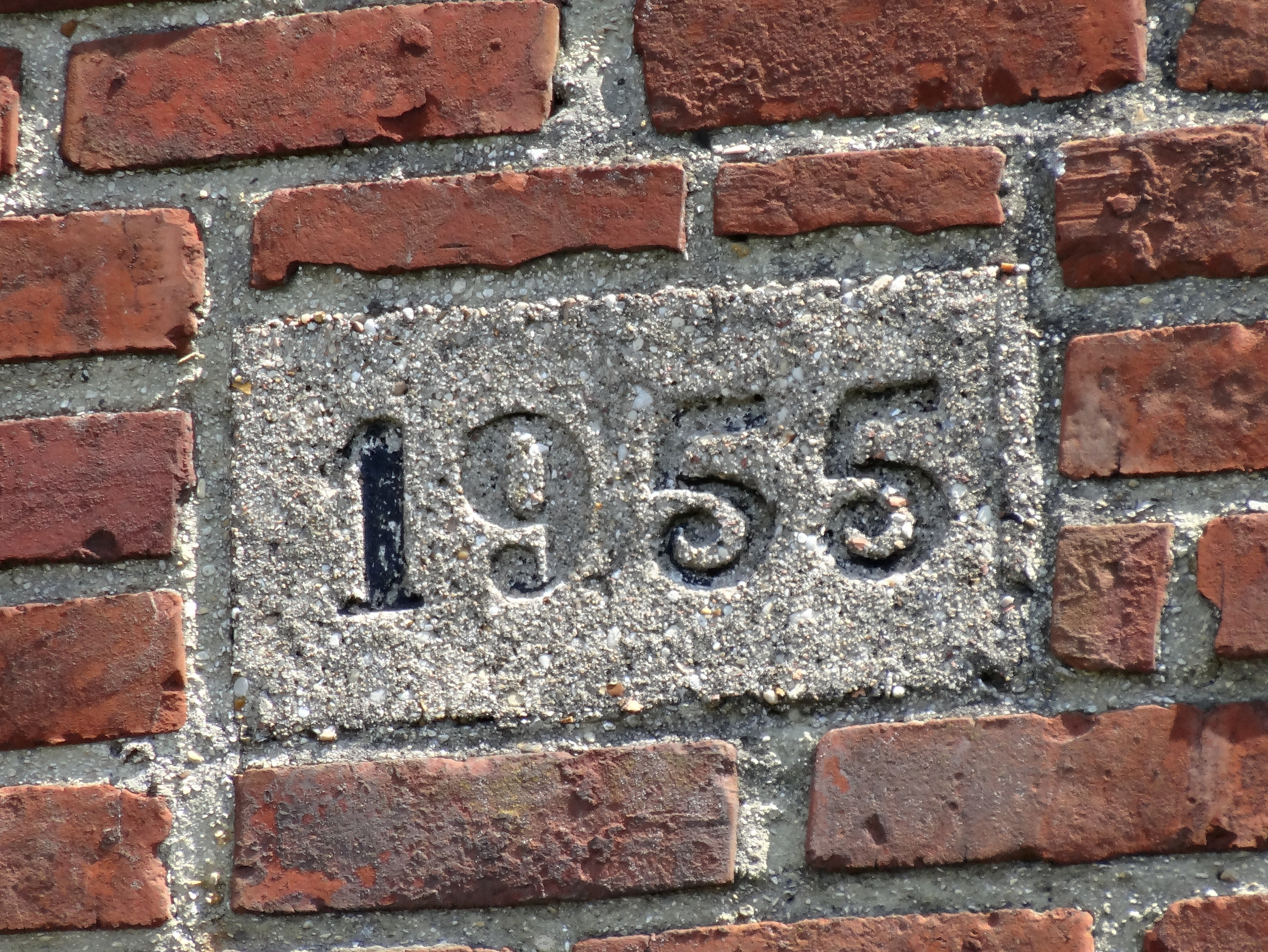

### Cité du Verger
La cité du Verger est une petite cité construite après la nationalisation.

La cité du Verger
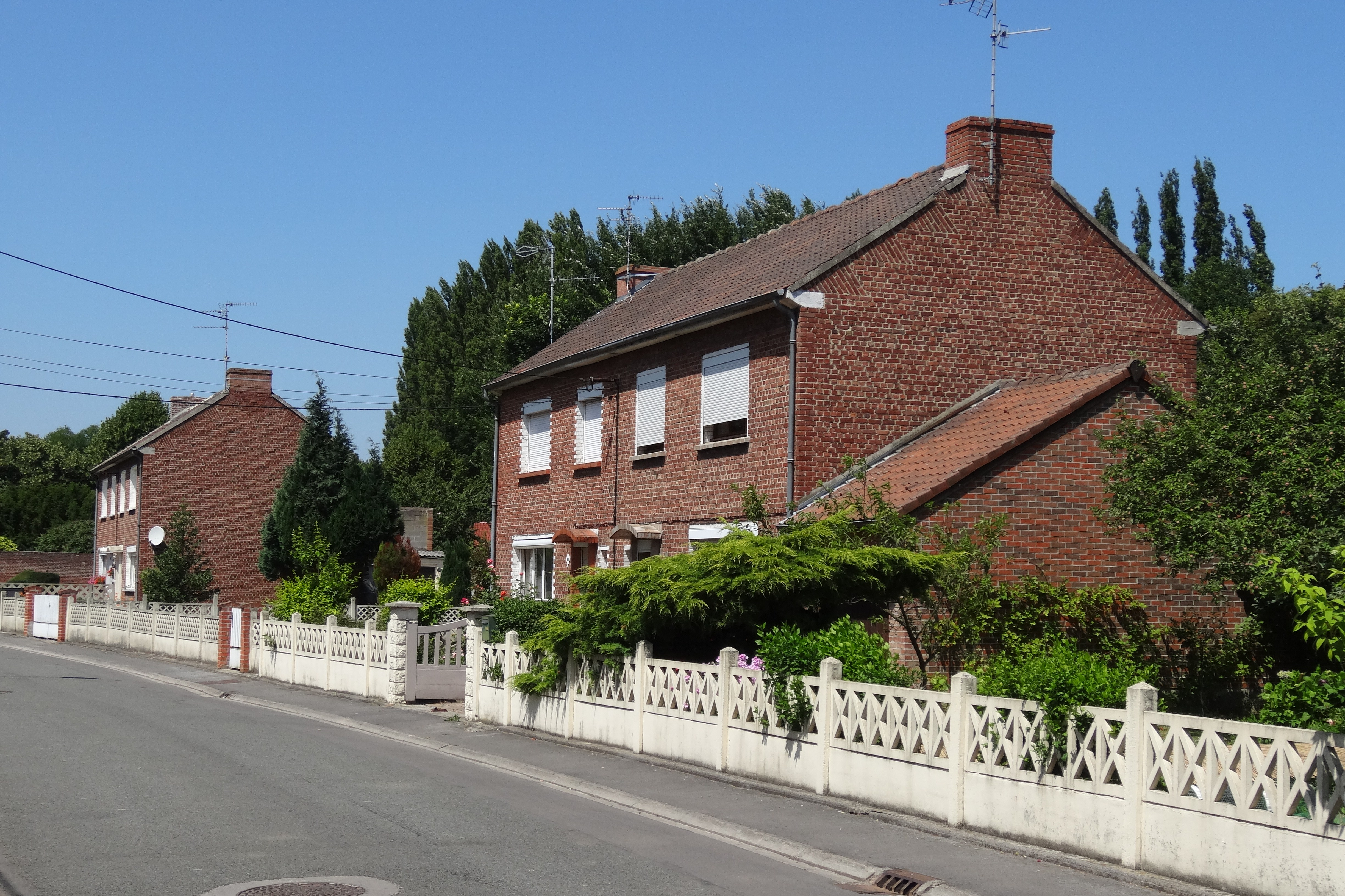
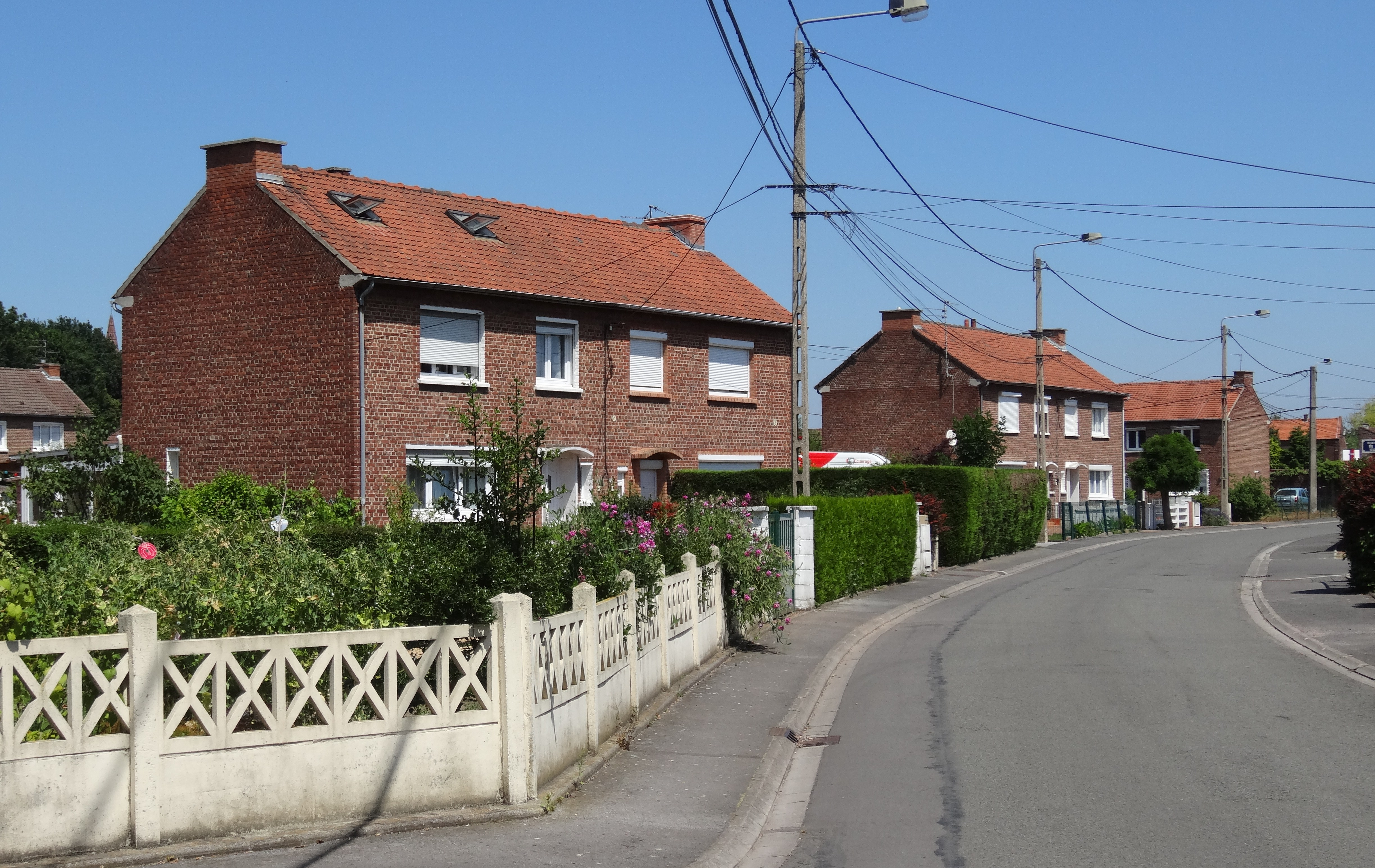
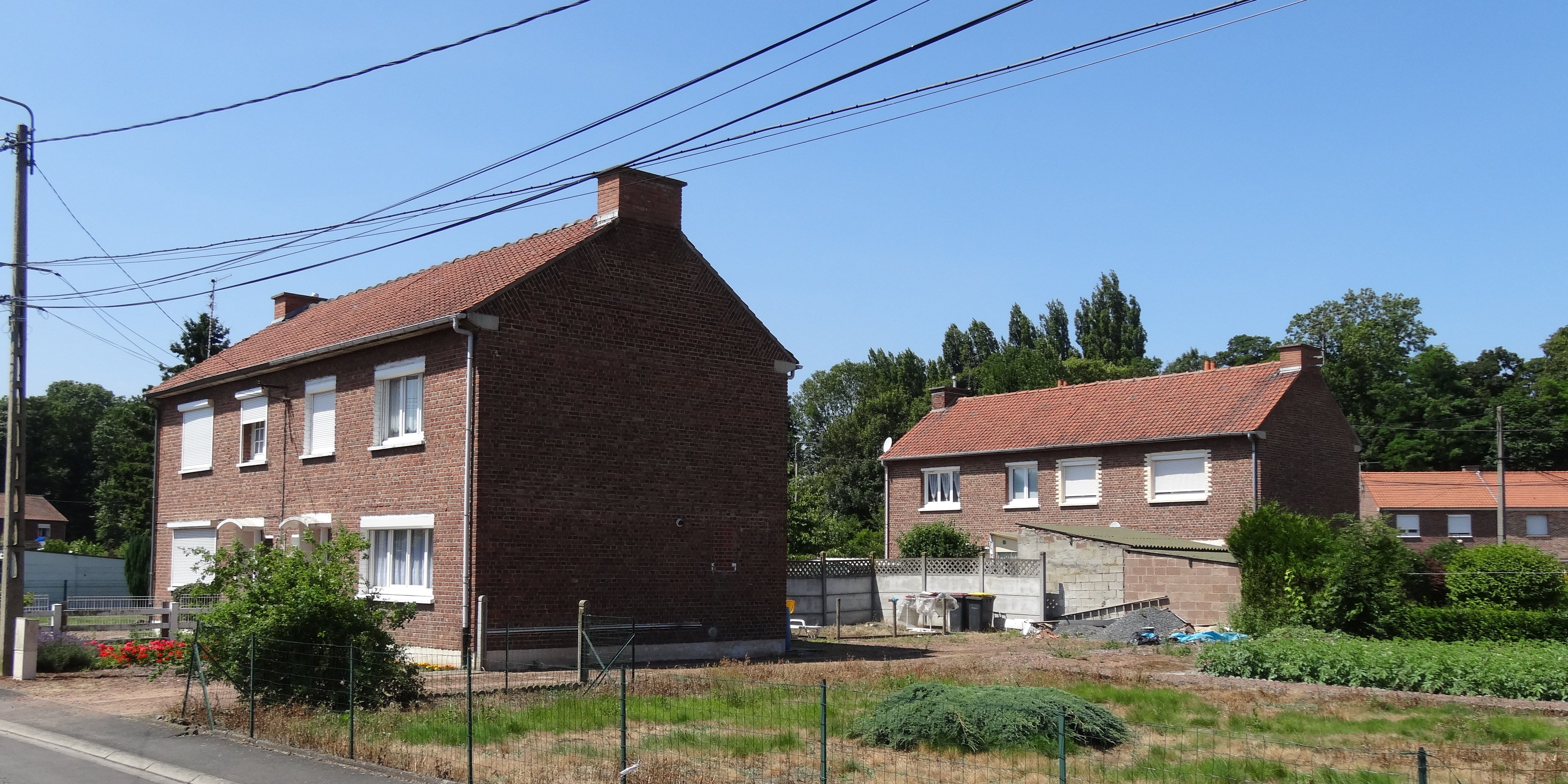
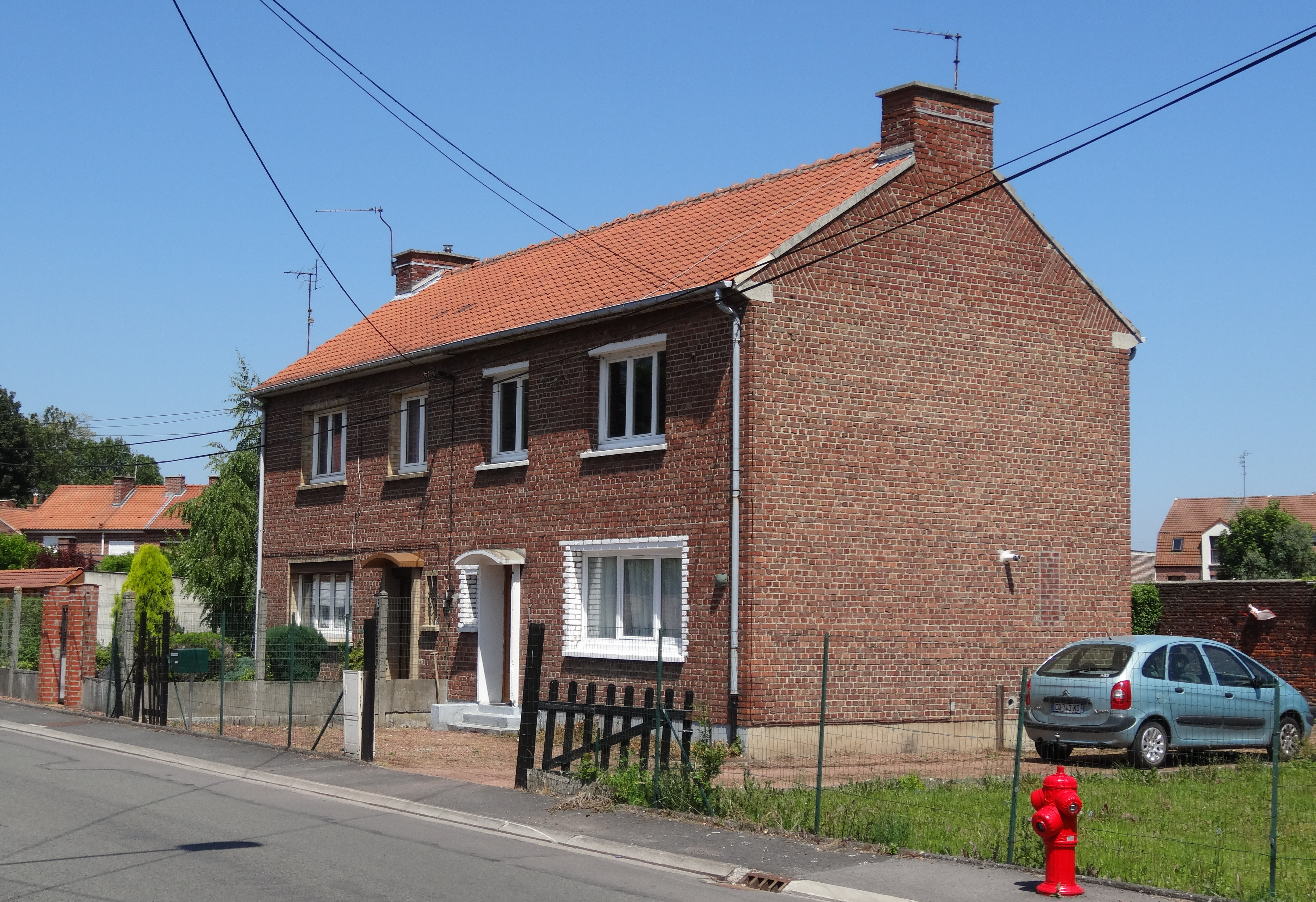

### Cité de la Justice
La cité de la Justice est, comme la cité du Verger, construite après la nationalisation. Elle est assez étendue et compte un grand nombre de modèles différents d'habitations. Une école est située à proximité.

La cité de la Justice et son école
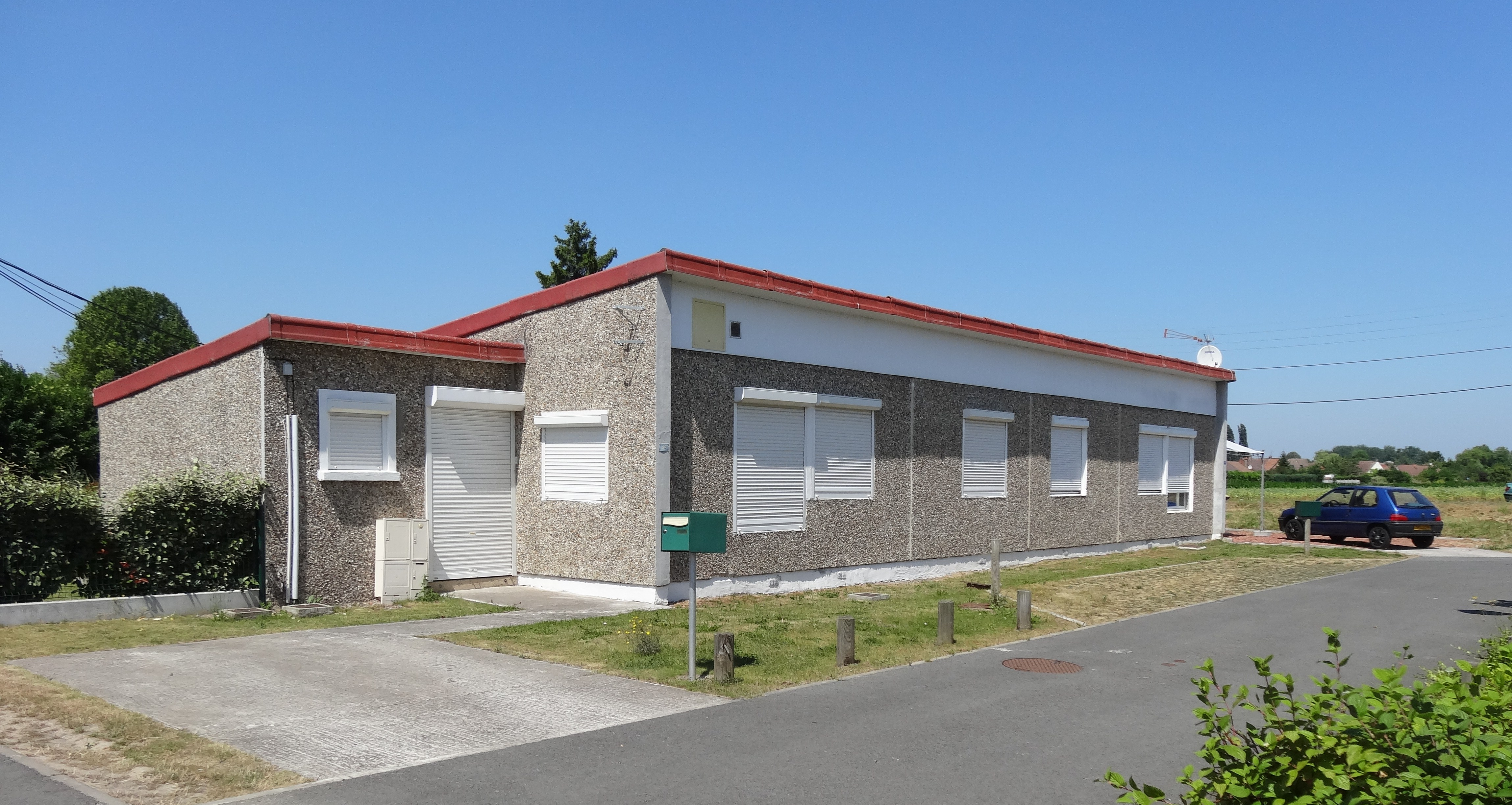
Un camus-bas.
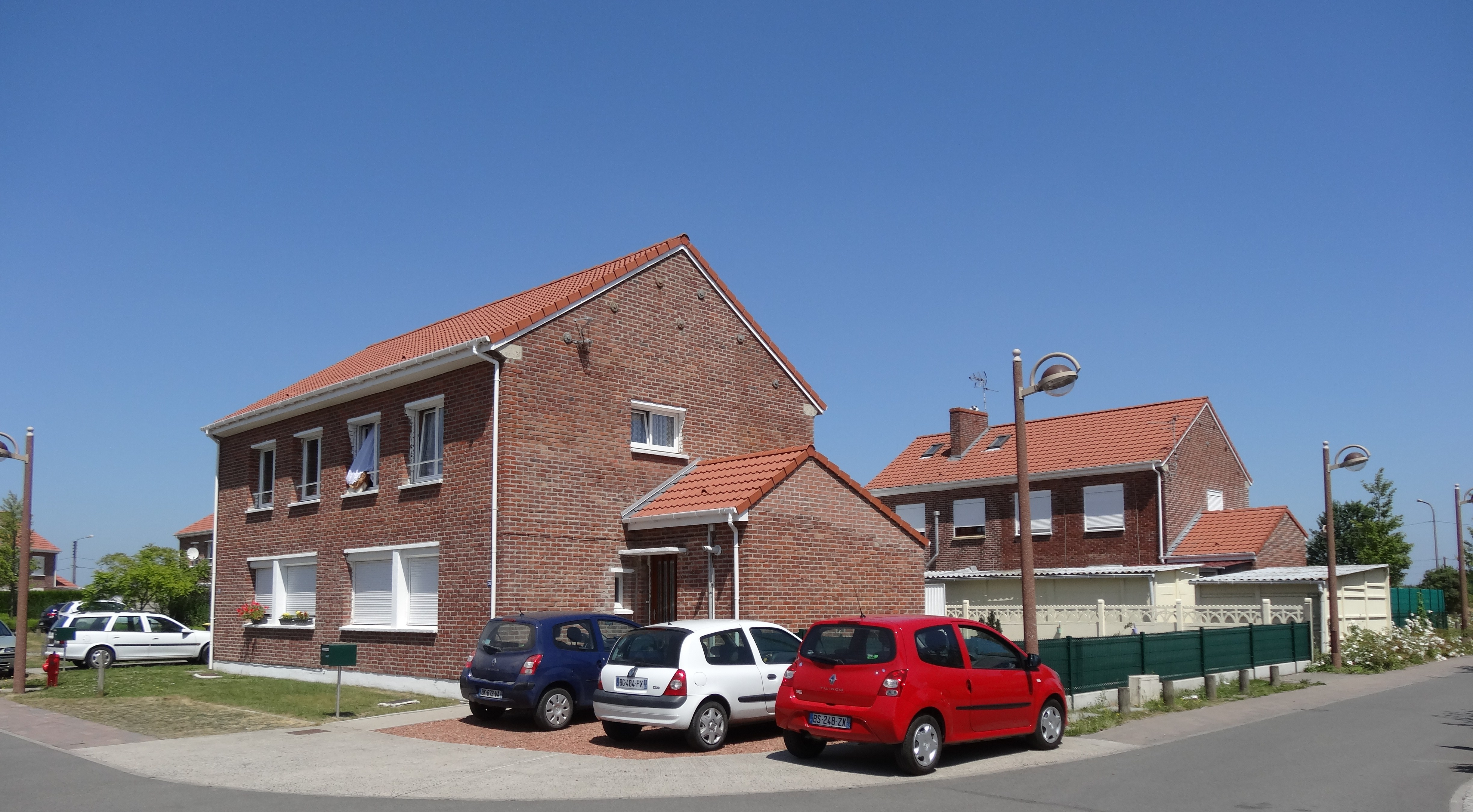
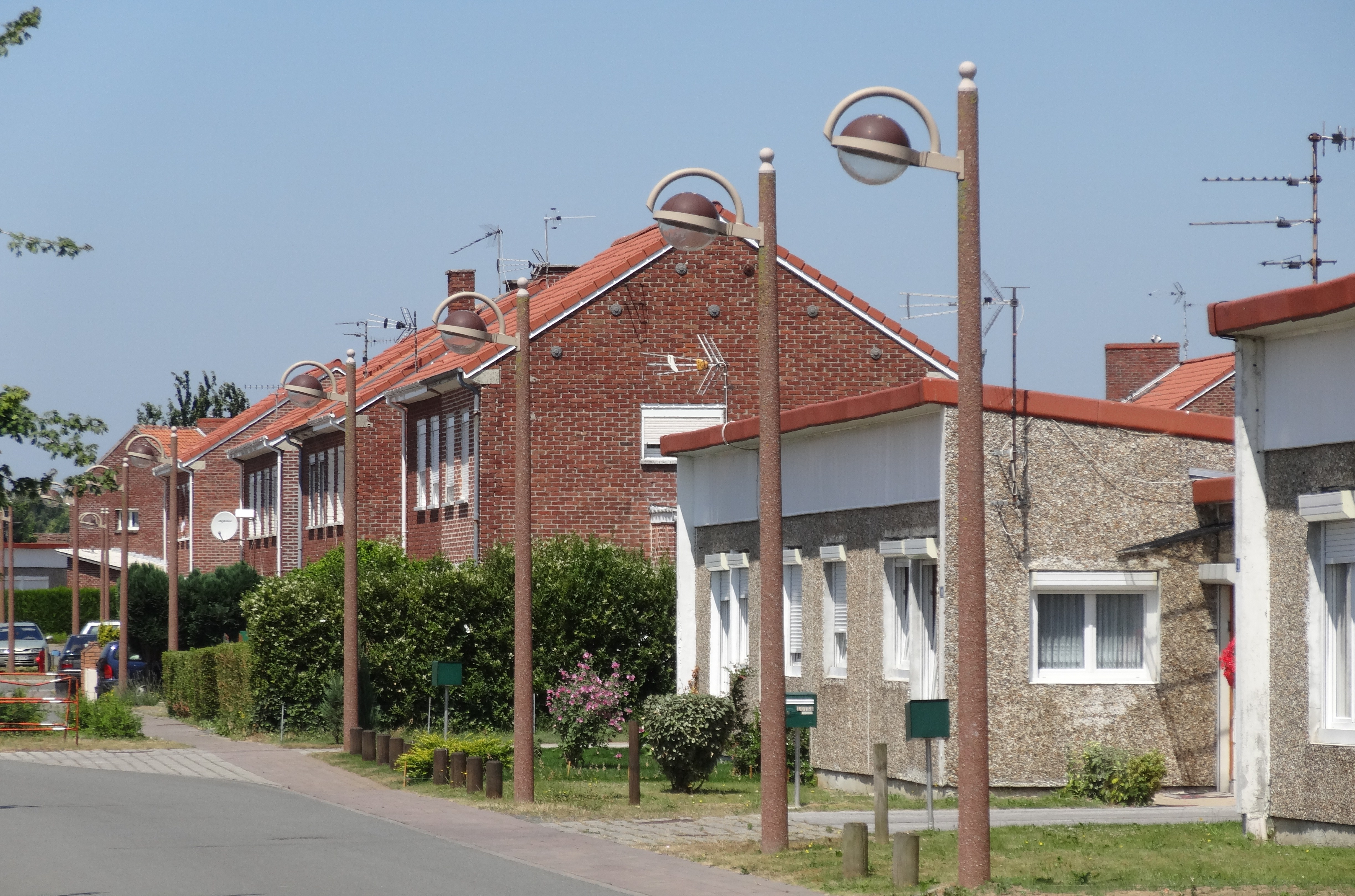
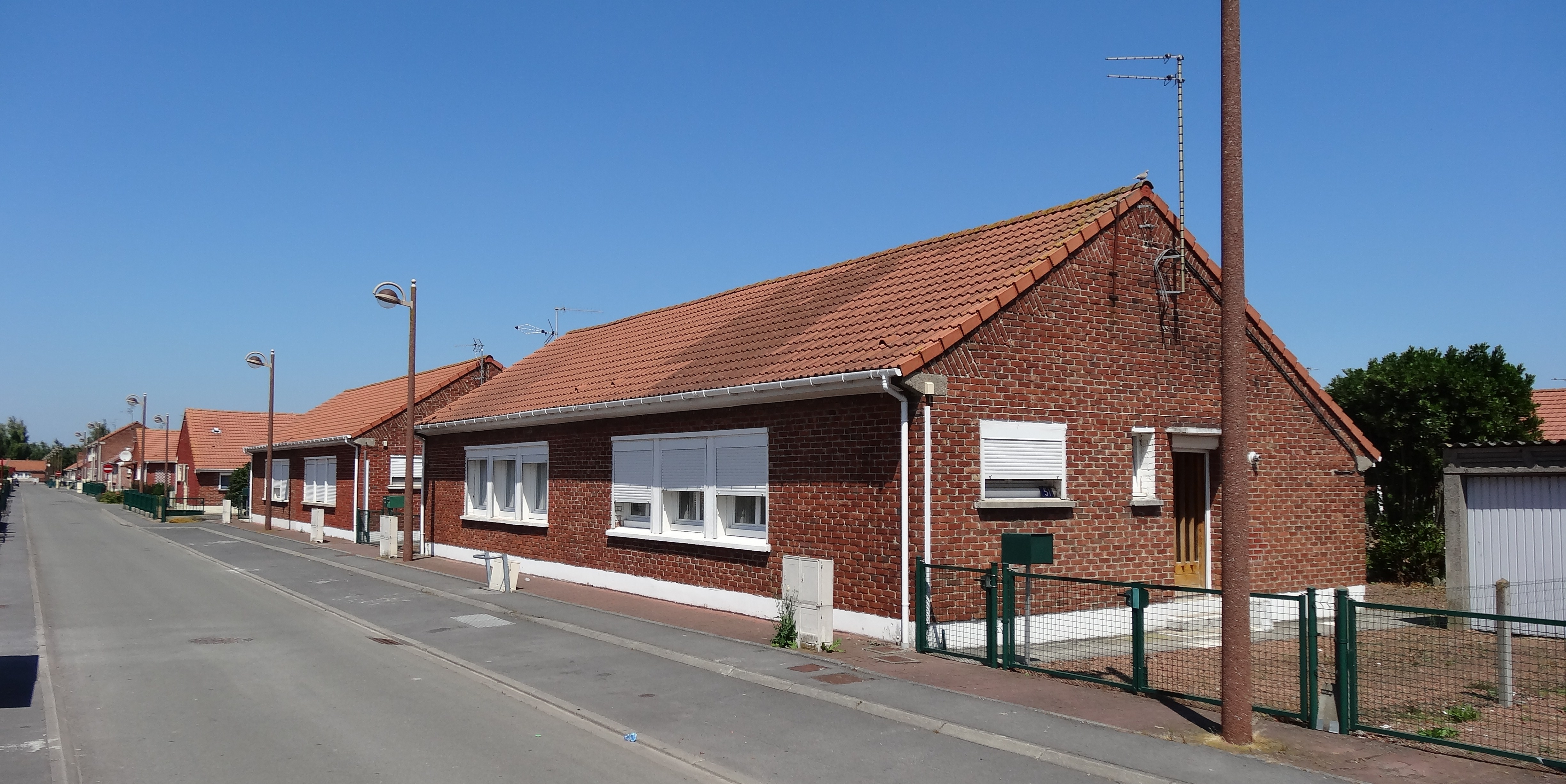
Des habitations de plain-pied.
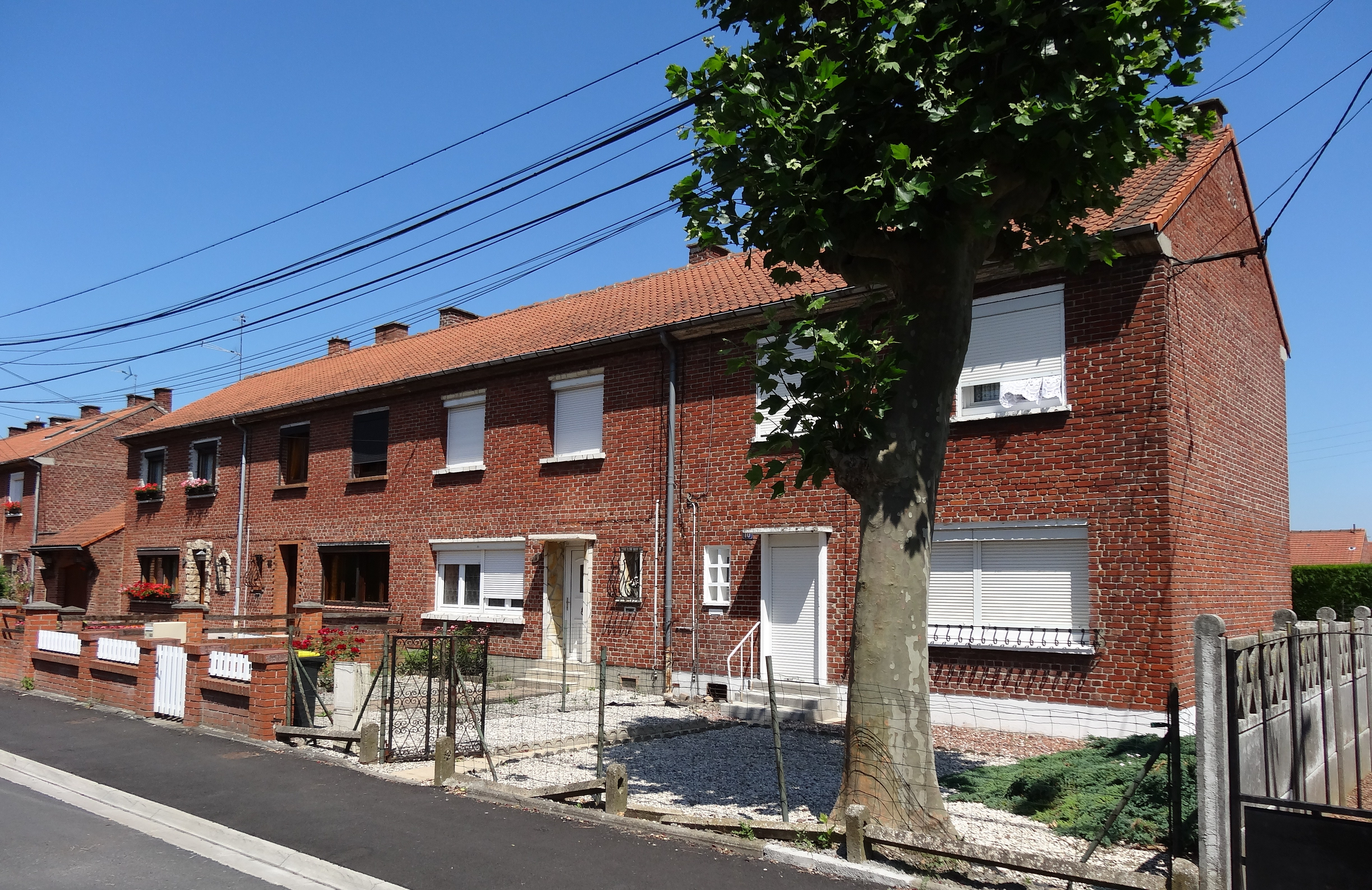
Un coron post-nationalisation.
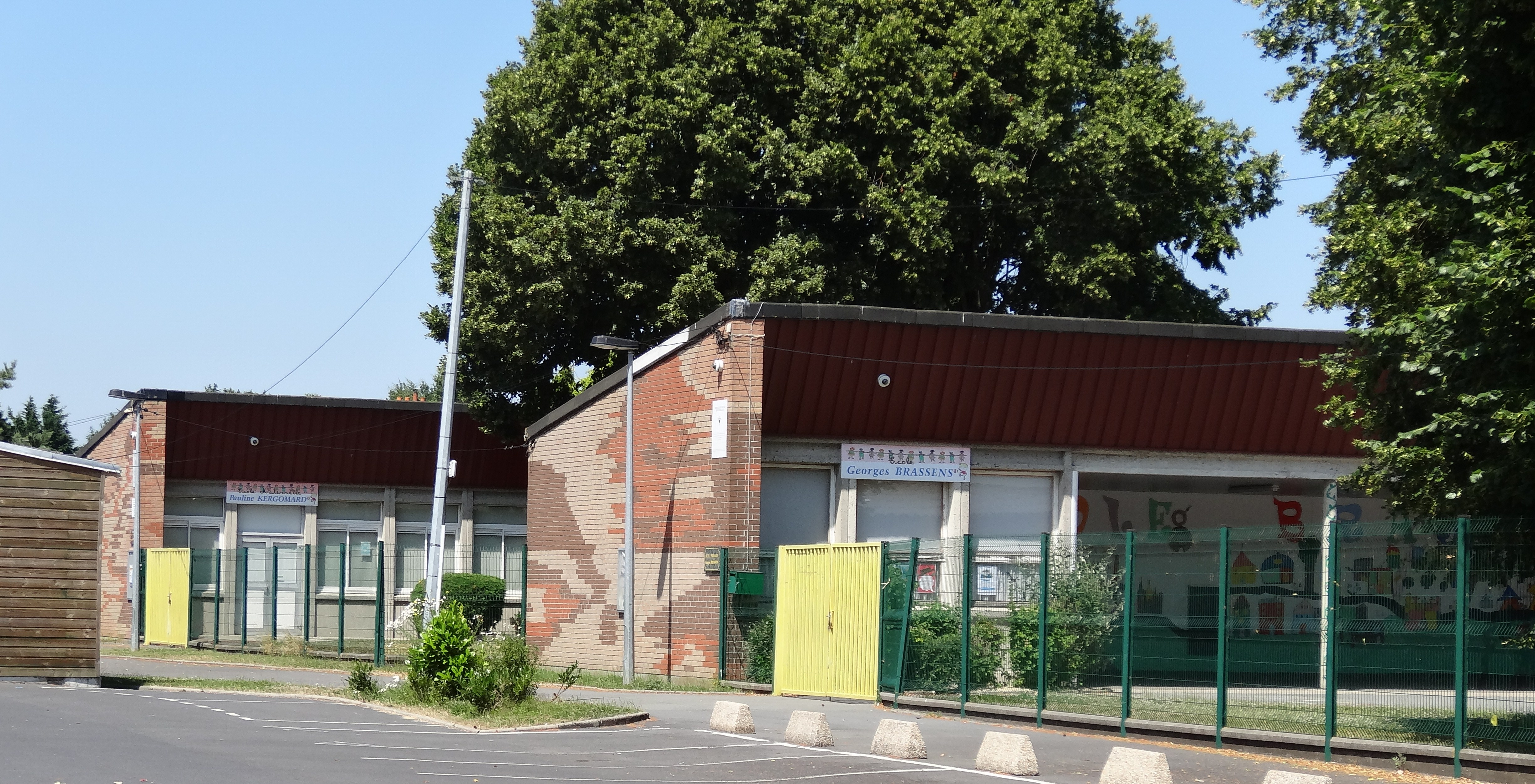
L'école.